# Piotrowice (Katowice)
Piotrowice (niem. Petrowitz, cz. Petrovice) – część Katowic, położona w południowo-zachodniej części miasta, w dzielnicy Piotrowice-Ochojec.
Jest to jedna z najstarszych osad w granicach współczesnych Katowic, której historia sięga historycznej osady Uniczowy. Pierwsza wzmianka o wsi Piotrowice pojawiła się w dokumencie z połowy XV wieku. Piotrowice były do początków XX wieku osadą typowo rolniczą, w której działały młyny, w tym kilka na Ślepiotce. Z biegiem czasu wieś ta przekształciła się w osadę przemysłową, rosła także liczba mieszkańców, a wraz z tym rozwijała się działalność oświatowo-kulturalna. W 1907 roku uruchomiono w Piotrowicach fabrykę maszyn górniczych – późniejszy „Famur”. W kwietniu 1951 roku Piotrowice włączono do Katowic, a w czasach Polski Ludowej powstawały w dzielnicy nowe osiedla mieszkaniowe: Targowisko i Odrodzenia.
Głównymi arteriami drogowymi Piotrowic są: ulica Tadeusza Kościuszki (fragment DK81), ulica Armii Krajowej oraz ulica gen. Z. Waltera-Jankego, zaś północną częścią osady przebiega także linia kolejowa, na której znajduje się przystanek osobowy Katowice Piotrowice. W Piotrowicach działa szereg przedsiębiorstw różnego typu, a ponadto znajdują się tutaj siedziby Szkoły Policji w Katowicach oraz Akademii Górnośląskiej im. Wojciecha Korfantego w Katowicach.

## Geografia

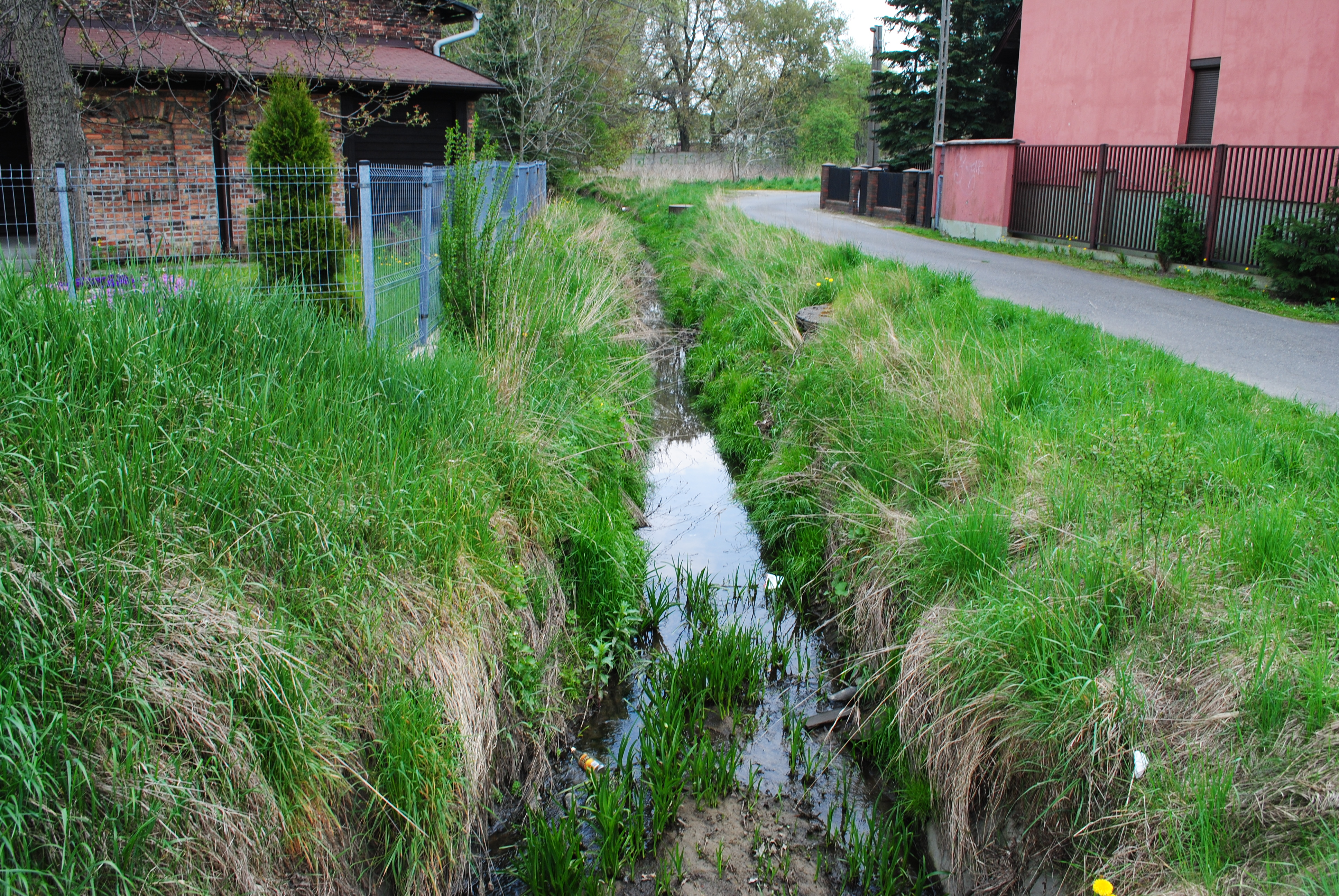
Rzeka Mleczna na wysokości ulicy Wojska Polskiego

Piotrowice znajdują się w południowo-zachodniej części miasta, w granicach dzielnicy Piotrowice-Ochojec. Od północy graniczą z Zadolem i Ochojcem, od wschodu z Murckami, od południa z Kostuchną, zaś od zachodu z Zarzeczem. Piotrowice pod względem regionalizacji fizycznogeograficznej Polski znajdują się w mezoregionie Wyżyna Katowicka (341.13), natomiast pod względem historycznym we wschodniej części Górnego Śląska.
Historyczna gmina Piotrowice poza samą osadą sięgała także obszarów Zadola, Ochojca i Kostuchny. W Piotrowicach wyróżniano następujące osady i osiedla: Skały, Piasek, Kempa, Zadole, Skotnica, Targowisko, Gać i Kąty, a także kolonie: Kostuchna i Ochojec. Północna granica dawnej gminy Piotrowice biegła wzdłuż Ślepiotki, od wschodu w rejonie linii kolejowej w kierunku Murcek, od południowego wschodu gmina obejmowała tereny Kostuchny, granica Piotrowic z Podlesiem od południowego wschodu biegła na potoku wypływającym do Mlecznej za dzisiejszą ulicą K. Stabika, zaś na zachodzie znajdują się Kąty, które graniczą z Zarzeczem.
Pod względem budowy geologicznej Piotrowice położone są w zapadlisku górnośląskim, które wypełnia utwory pochodzące z karbonu (głównie zlepieńce, piaskowce i łupki ilaste zawierające pokłady węgla kamiennego). Dzielnica położona jest na terenie trzech jednostek morfogenetycznych. Północna część znajduje się w Rowie Kłodnicy, stanowiącym obniżenie tektoniczne wypreparowane w utworach karbonu. Tereny Piotrowic bezpośrednio wzdłuż doliny Mlecznej zawarte są w Obniżeniu Górnej Mlecznej, zaś wschodnia część Piotrowic położona jest na Płaskowyżu Murcek, które jest zbudowane z utworów karbońskich.
Klimat Piotrowic nie wyróżnia się zbytnio od warunków panujących w całych Katowicach, a jedynie jest modyfikowany przez lokalne czynniki (topoklimat). Występuje tu klimat umiarkowany przejściowy z przewagą prądów oceanicznych nad kontynentalnymi. Tereny dzielnicy położone są w dorzeczu dwóch głównych dorzeczy Polski: Wisły i Odry, a pomiędzy nimi przebiega dział wodny I rzędu. Dorzecze Wisły obejmuje południową część dzielnicy, która odwadnia Mleczna, zaś północną część wpływająca do Kłodnicy Ślepiotka.
Współcześnie w strukturze przyrodniczej Piotrowic główną rolę odgrywa zieleń urządzona w formie nasadzeń przyulicznych, zieleni podwórek, cmentarzy, placów i skwerów. Na siedliskach zurbanizowanych rozwinęły się m.in. zbiorowiska ruderalne, zasięgiem sięgająca cały obszar dzielnicy. Południowe tereny dodatkowo porasta roślinność terenów porolnych, zaś wschodnia obejmują bory mieszane i lasy mieszane, mające charakter lasów gospodarczych. W Piotrowicach zaznacza się niedostatek ogólnodostępnych terenów zielonych do codziennego wypoczynku. Brak jest tutaj także parków o randze dzielnicowej. Jedynym pomnikiem przyrody w Piotrowicach jest grusza pospolita rosnąca przy ulicy A. Grottgera 10c.
Na wschód od Piotrowic znajduje się rezerwat przyrody „Ochojec”, powołany w 1982 roku dla ochrony roślin górskich o reliktowym zasięgu na obszarze Górnego Śląska. Obejmuje on ponad 25-hektarowy fragment rozległego kompleksu lasów w dolinie Ślepiotki.

## Historia

### Do XIX wieku

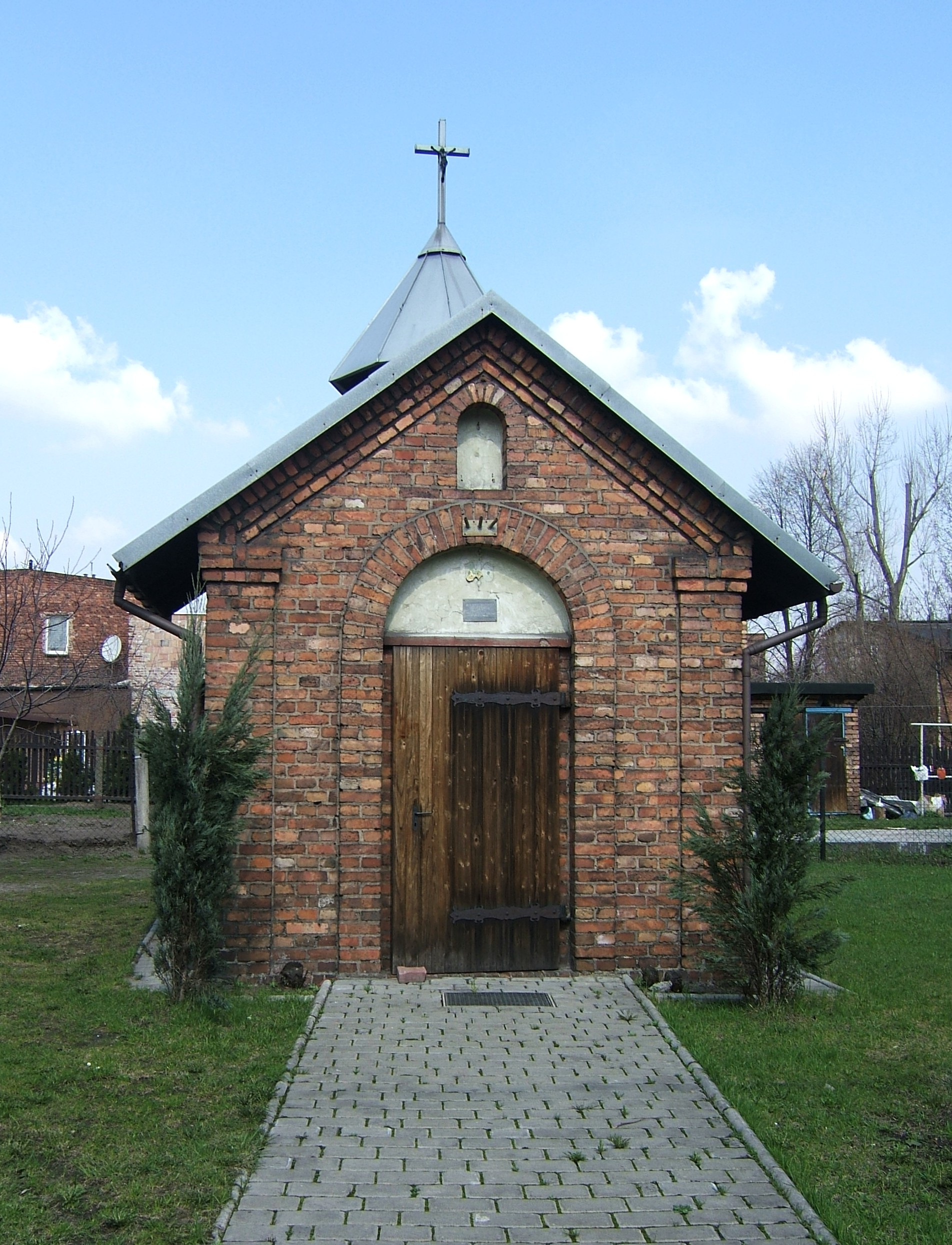
Kaplica z 1922 roku przy ulicy ulicy A. Grottgera 3, wybudowana w miejscu dawnej kaplicy powstałej na mogiłach zm. żołnierzy w bitwie z 1644 roku

Najstarsze ślady osadnictwa na terenie obecnych Piotrowic pochodzą z okresu neolitu (ok. 5000 lat temu). Zostały one odkryte w latach 1925–1938 na północnych krańcach, przy granicy z Ochojcem w dolinie Ślepiotki. Była to osada kultury przedłużyckiej. Kultura ta znała ogień i garncarstwo, wykopano także narzędzia krzemienne.
Pierwsza historyczna wzmianka w dokumentach o terenach współczesnych Piotrowic datowana jest na rok 1287 i pochodzi z dokumentu wystawionego w Rybniku przez księcia raciborskiego Mieszka. Dokument ten wskazuje m.in. na las – Popowe Kąty, które znajdowały się na północ od Głębokiego Dołu i na wschód od szosy do Zarzecza. Las ten znajdował się rejonie Kątów Piotrowickich.
Same zaś Piotrowice są jedną z najstarszych osad w granicach współczesnych Katowic. Tworzyły one wraz z Podlesiem i Zarzeczem jedną wieś – Uniczowy. Wsie te z biegiem czasu się usamodzielniły, zaś początkowo były ona pisane wraz z określeniem Uniczowy. Dawna zaś nazwa Uniczowy z biegiem czasu ulegała natomiast zapomnieniu – przetrwała ona natomiast w nazwie jednej z katowickich ulic – ulica Uniczowska.
Pierwsza wzmianka o wsi komornej Piotrowice pochodzi z połowy XV wieku, w którym ówczesny książę pszczyński Janusz Raciborski zatwierdził wolnemu sołtysowi Piotrowic (Petrowicz-Uniczowa) Piotrowi Ostrzeżonemu prawo do posiadania karczmy, młyna, stawików i gruntów. Sama zaś nazwa Piotrowice przypuszczalnie pochodzi od imienia sołtysa Piotra, który stał się wolnym sołtysem i otrzymał dziedziczną funkcję sołtysa. Właścicielami wsi Piotrowice, po usamodzielnieniu się Podlesia i Zarzecza, był ród Promnitzów, a następnie kolejni właściciele ziemi pszczyńskiej – książęta Anhalt-Köthen i Hochbergowie.
W dokumencie sprzedaży dóbr pszczyńskich wystawionym przez Kazimierza II cieszyńskiego w języku czeskim we Frysztacie w dniu 21 lutego 1517 roku wieś została wymieniona jako Petrowicze Vnicziowy (bądź Petrowicze Unitzowy). W dokumentach dotyczących Piotrowic w XVI wieku człon Uniczowy nie był już przeważnie używany. Według urbarza pszczyńskiego z 1593 roku, w Piotrowicach mieszkało 10 kmieci, sołtys Maciej i 5 zagrodników. Działał wówczas również należący do sołtysa młyn. W 1629 roku w Piotrowicach działała karczma, zaś w początkach XVIII wieku funkcjonowały tutaj cztery tego typu zakłady.

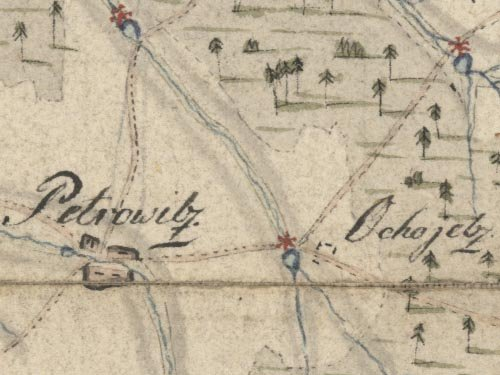
Piotrowice i Ochojec na mapie z 1800 roku

W dniu 28 sierpnia 1644 roku podczas wojny trzydziestoletniej doszło w rejonie Piotrowic do bitwy wojsk szwedzkich z połączonymi wojskami, zgromadzonymi w ramach układu księcia pszczyńskiego Zygfryda II Promnitza i biskupa krakowskiego Piotra Gembickiego w celu wypędzenia wojsk szwedzkich z okolicy. Wojska te zebrały się pod Tychami. Jeden z dwóch hufców pod dowództwem Żogoły ruszył w stronę Piotrowic, atakując znajdujący się we wsi szwedzki obóz sztabowy. Wojska te wyparły Szwedów w kierunku Mikołowa. Jeszcze w tym samym roku w rejonie dzisiejszej ulicy A. Grottgera 3 postawiono na mogiłach poległych żołnierzy kaplicę.
W XVII wieku obszar Piotrowic był znacznie większy niż obecnie. Z zachowanego dokumentu wystawionego 22 lipca 1649 roku w Pszczynie wynika, że Piotrowice graniczyły bezpośrednio z Mysłowicami, Załężem i Kuźnicą Bogucką. W połowie XVII wieku wieś posiadała folwark na terenie obecnego Ochojca oraz kolonię – obecne Zadole. Od XVII wieku w Piotrowicach funkcjonowały trzy młyny wodne: dwa na Ślepiotce oraz jeden w centrum wsi, na rzece Mlecznej, wówczas zwanej Dupina.
Od połowy XVIII wieku następował rozwój miejscowości w związku z uruchomieniem traktu handlowego wiodącego z Mikołowa do Mysłowic, który wykorzystywano m.in. do przewozu wielickiej soli. Piotrowice były miejscowością graniczną ziemi pszczyńskiej, zaś na granicy Piotrowic i Ochojca znajdował się punkt poboru cła drogowego. W 1795 roku w Piotrowicach na Ślepiotce działał młyn – ówczesnym właścicielem był Jan (Jonek) Gruszka.

### Od XIX wieku do II wojny światowej
W XIX wieku wieś liczyła już blisko 800 mieszkańców – w 1830 roku Piotrowice liczyły 751 mieszkańców. W 1819 (bądź w 1818) roku założono pierwszą szkołę, w której w latach 1847–1850 uczył Karol Miarka – pisarz i działacz narodowy. Starania o budowę nowej szkoły rozpoczęto w 1856 roku. W dniu 28 czerwca 1885 roku doszło do pożaru, w którym spłonęła szkoła oraz kilka sąsiednich domów.
W 1874 roku podczas pruskiej reformy administracji ustanowiono okręgi urzędowe, obejmujące kilka gmin i obszarów dworskich – Amtsbezirk. Powołano także okręg urzędowy Piotrowice (niem. Amtsbezirk Petrowitz), w skład którego weszły gminy wiejskie Ligota i Piotrowice i obszar dworski Piotrowice. Do gminy Piotrowice zaś poza samą wsią należała także Kostuchna, zaś do obszaru dworskiego Piotrowice należał m.in. przysiółek Ochojec.

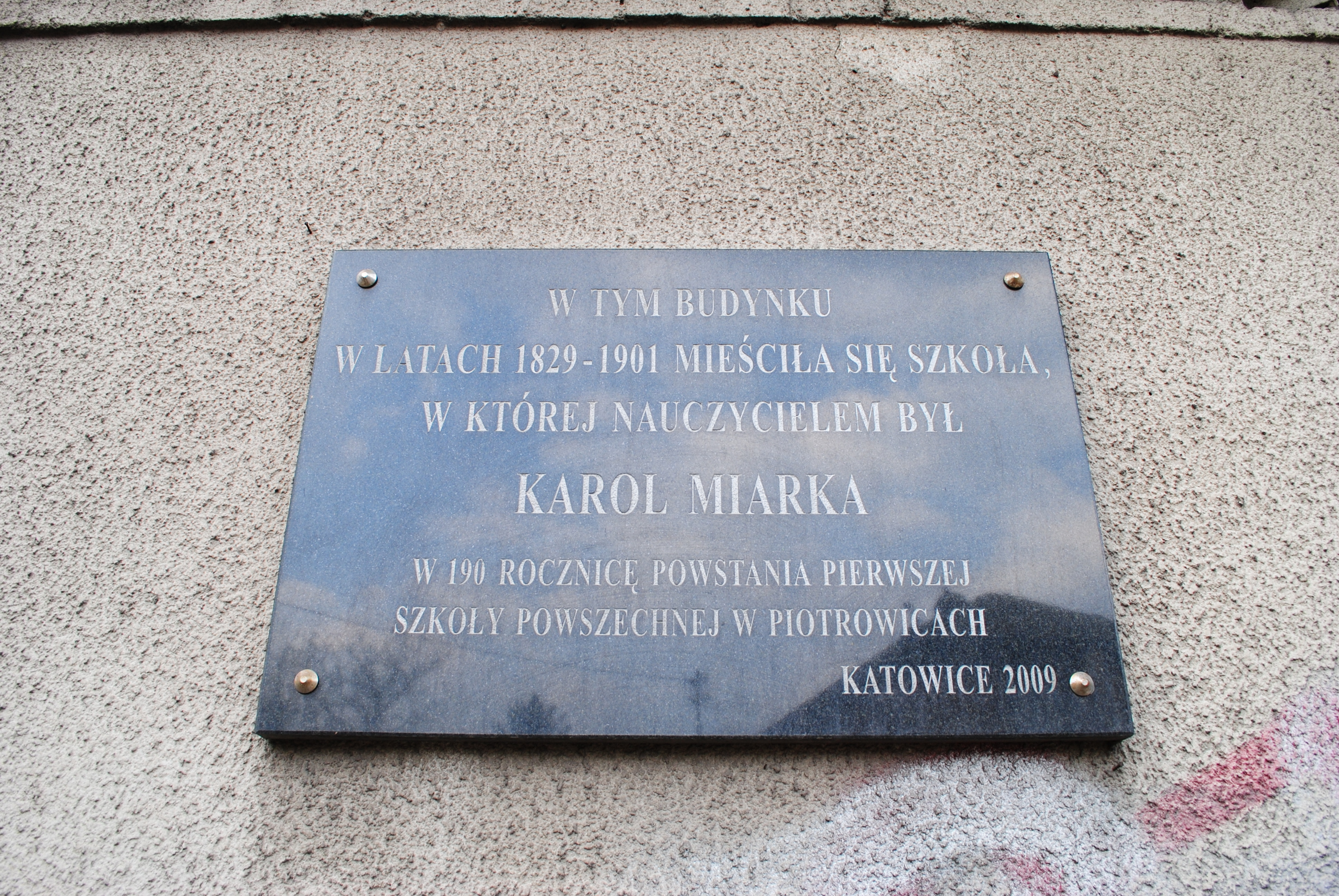
Tablica na budynku przy ulicy Armii Krajowej 104, upamiętniająca miejsce, gdzie znajdowała się szkoła, w której nauczał Karol Miarka

W 1879 roku powstała droga łącząca Mikołów z Katowicami przez Piotrowice. Piotrowicki odcinek tej drogi to obecna ulica gen. Z. Waltera-Jankego.
Na początku XX wieku Piotrowice zaczęły zmieniać swój charakter wsi rolniczej, stopniowo przekształcając się w osadę przemysłową. W 1910 roku liczyły już około 3500 mieszkańców, z których część znalazła zatrudnienie w przemyśle i górnictwie. Dało to początek zorganizowanej aktywności związkowej, politycznej i kulturalnej w gminie. Jeszcze w tym samym roku powstała w Piotrowicach filia Związku Zawodowego Polskiego, działała także komórka Polskiej Partii Socjalistycznej założona w 1908 roku. Zorganizowano oddziały Towarzystwa Czytelni Ludowych. Już od 1912 roku działało tu Towarzystwo Śpiewu „Jutrzenka” (powołane w 1911 roku), Rada Chłopska, a od 1920 roku Związek Towarzystw Polek i Towarzystwo Gimnastyczne „Sokół”. Centrum kulturalnym stał się wówczas park w Zadolu, z amfiteatrem. Z kolei część ludności niemieckiej, zwłaszcza nauczycieli i urzędników, działała w Ostmarkenverein, organizacji której programowym celem było propagowanie kultury niemieckiej.

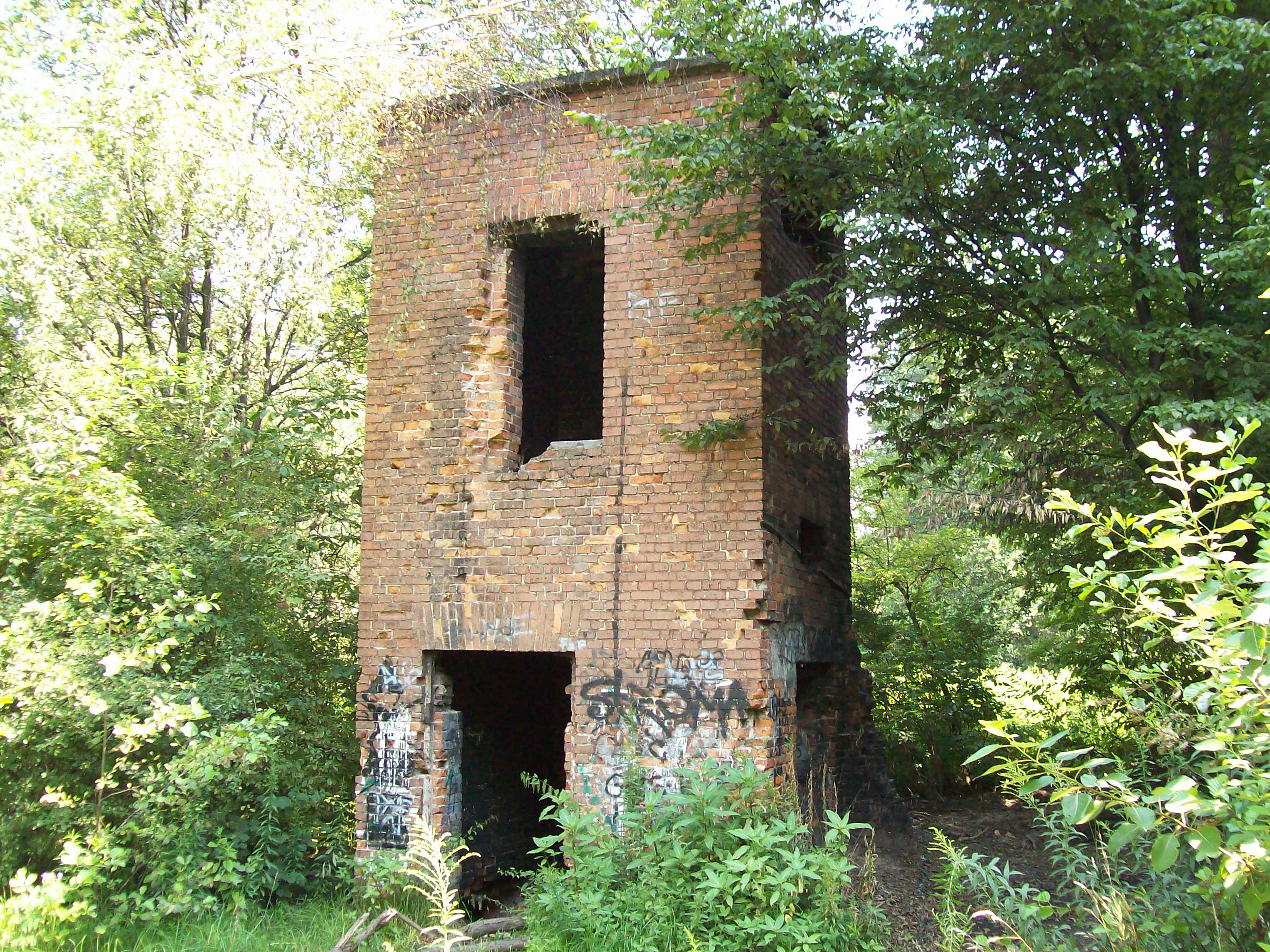
Ruiny dawnego młyna nad Ślepiotką (2008)

W dniu 19 lutego 1919 roku w Piotrowicach i Kostuchnie z inicjatywy Piotra Gierlotki i Karola Stabika powołano oddział Polskiej Organizacji Wojskowej Górnego Śląska. W tym samym dniu w mieszkaniu Michała Gierlotki przy późniejszej ulicy ks. dr. S. Wilczewskiego odbyło się zaprzysiężenie pierwszych członków piotrowickiego oddziału POW. Oddział piotrowickiej grupy POW przekształcono w kompanię powstańczą 1. Pułku Pszczyńskiego 2. Baonu pod dowództwem Leopolda Kocmy. W Piotrowicach w dniu 18 czerwca 1919 roku zorganizowano spotkanie komendantów POW powiatu pszczyńskiego, w którym domagano się rozpoczęcia powstania jeszcze w czerwcu 1919 roku. Spotkanie w Piotrowicach zorganizowano także 12 sierpnia tego samego roku. W dniu 17 sierpnia 1919 roku doszło do wybuchu pierwszego powstania śląskiego. W Piotrowicach grupa powstańców zebrała się, by połączyć się z grupą POW z Kostuchny. W lasach pod Czułowem doszło do wymiany ognia pomiędzy powstańcami a oddziałami Grenzschutzu. Drugie powstanie śląskie wybuchło 19 sierpnia 1920 roku. Dzień później grupa powstańców z Piotrowic przeprowadziła atak w lesie na przejeżdżający szosą mikołowską 15-osobowy oddział niemieckiej policji SiPo. W plebiscycie 89% mieszkańców gminy oraz prawie wszyscy mieszkańcy obszaru dworskiego (58 przeciwko 1 głosowi) opowiedziało się za przynależnością Górnego Śląska do Polski. Do trzeciego powstania śląskiego doszło w nocy z 2 na 3 maja 1921 roku. Komendantem powstańców z Piotrowic był Piotr Gierlotka, a dowódcą kompanii Wilhelm Widuch. Kompania ta wchodziła w skład I Batalionu Pułku Pszczyńskiego. Powstańcy walczyli m.in. w Strzebniowie i pod Górą św. Anny. Piotrowice po powstaniach znalazły się w Polsce, w autonomicznym województwie śląskim.
W okresie międzywojennym nastąpiła rozbudowa miejscowości. Nowe domy budowano m.in. wzdłuż dzisiejszych ulic Armii Krajowej i gen. Z. Waltera-Jankego. Jeszcze 1907 roku powstała tutaj fabryka urządzeń i maszyn górniczych (późniejszy „Famur”). W 1933 roku rozpoczęło działalność kino „Piast”. W 1936 roku ustanowiono w Piotrowicach parafię katolicką pw. Najświętszego Serca Pana Jezusa. W 1938 roku część obszaru gminy Piotrowice wcielono do Katowic, zaś pozostałą część 1 kwietnia (bądź w marcu) 1939 roku decyzją Sejmu Śląskiego zmieniła przynależność administracyjną, przechodząc z powiatu pszczyńskiego do powiatu katowickiego.

### II wojna światowa i okres powojenny
W okresie niemieckiej okupacji Polski, w Piotrowicach działało tajne harcerstwo pod przywództwem Karola Kornasa, aresztowanego przez Niemców i straconego w Berlinie w 1942 roku oraz Związek Walki Zbrojnej – później Armia Krajowa. Z Piotrowiczan działali w niej bracia Bolesław i Władysław Wiechułowie, obecnie patronujący jednej z ulic. W pobliżu stacji kolejowej, w budynkach ZNTK, okupant zorganizował obóz pracy dla więźniów narodowości polskiej, rosyjskiej i ukraińskiej.

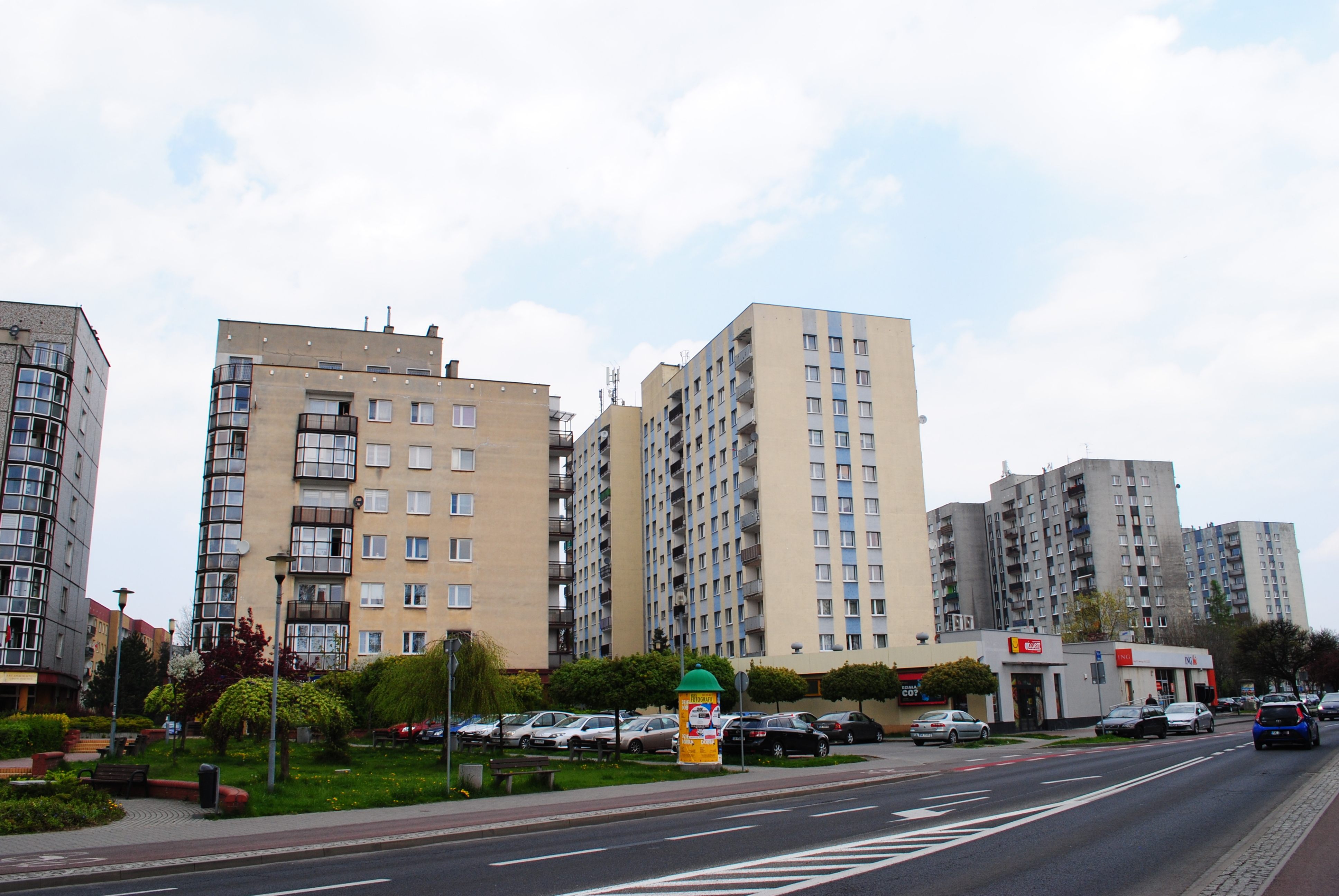
Fragment osiedla Targowisko z końca lat 70. XX wieku

Po 1945 roku Piotrowice ponownie zaczęły się rozwijać. Otwarto pierwszą szkołę średnią: Zespół Szkół Poligraficznych, rozbudowywała się „Piotrowicka Fabryka Maszyn” (późniejszy „Famur”), wzrastała liczba mieszkańców – zaraz po II wojnie światowej sięgała ona w całej gminie poziomu 10 tysięcy osób. W dniu 1 kwietnia 1951 roku zniesiono powiat katowicki, a jednocześnie w granice Katowic włączono m.in. gminę Piotrowice. Mimo tego faktu nadal funkcjonował w Piotrowicach Urząd Stanu Cywilnego, udzielano ślubów i prowadzono ewidencję zgonów aż do 1974 roku, gdy piotrowicki USC zlikwidowano. Natomiast nigdy jak dotąd Piotrowice nie były dzielnicą administracyjną. W podziale takim, ustanowionym 5 października 1954 roku, Piotrowice znalazły się w dzielnicy administracyjnej Ligota. Podział Katowic na dzielnice został zniesiony w 1973 roku.

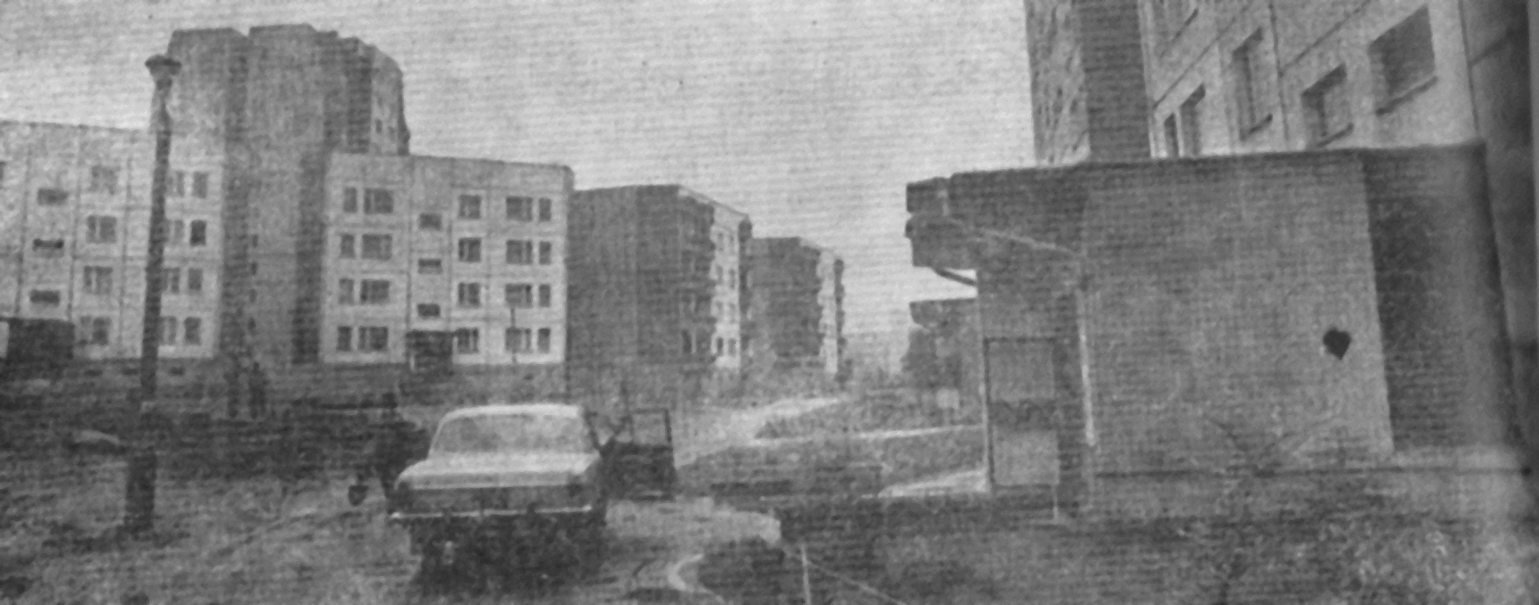
Osiedle Odrodzenia w okolicach lat 80. XX wieku

W związku ze wzrostem liczby mieszkańców budowano nowe bloki mieszkalne i osiedla. W latach 70. zbudowano bloki mieszkalne przy ulicy T. Kościuszki, w latach 80. XX wieku w Piotrowicach znalazła się siedziba spółdzielni mieszkaniowej „Silesia”, pod jej administracją znajdują się wzniesione w tej dekadzie osiedle Targowisko, zbudowane na terenie dawnego targowiska gminnego (między ulicami Szewską, Jastrzębią, Zbożową, Targową i gen. Jankego) oraz os. Żurawia (ul. Żurawia i Sobocińskiego). Na granicy z Ochojcem, na terenie dawnych pól uprawnych, wzniesiono osiedle mieszkaniowe dla 20 tysięcy mieszkańców: osiedle Odrodzenia. Równolegle rozwijało się budownictwo indywidualne, a od lat 90. XX wieku także deweloperskie, zagospodarowano pod budowę domków szeregowych teren między ulicami A. Kostki-Napierskiego a Głuszców oraz przy ulicy K. Kornasa i ulicy ks. dr. S. Wilczewskiego.
Dnia 16 września 1991 roku Rada Miejska w Katowicach przyjęła uchwałę, na mocy której podzielono Katowice na 22 pomocnicze jednostki samorządowe i 22 obszary ich działania. W tym czasie powołano także jednostkę samorządową nr 19 Ochojec – Piotrowice (późniejsza dzielnica Piotrowice-Ochojec), w której znalazły się Piotrowice.
W dniu 21 listopada 2001 roku oddano do użytku wiadukt nad ulicą Armii Krajowej, którym obecnie odbywa się ruch pociągów. W latach 80. i 90. szlabany przed funkcjonującym wówczas przejazdem kolejowo-drogowym w Piotrowicach były opuszczone 13-14 godzin na dobę, a czas oczekiwania samochodów przed przejazdem sięgał 50 i więcej minut. W dniu 12 kwietnia 2021 roku z udziałem premiera Mateusza Morawieckiego i prezydenta Katowic Marcina Krupy oddano do użytku węzeł drogowy na skrzyżowaniu ulic T. Kościuszki i Armii Krajowej. Prace modernizacyjne rozpoczęto w 2018 roku, a w ramach tej inwestycji powstało dwupoziomowe skrzyżowanie ulic, z czego dołem poprowadzono ciąg DK81.

## Demografia
W 1840 roku w Piotrowicach znajdowały się 42 domy, w których mieszkało 751 osób, zaś w 1871 roku gmina liczyła 1403 osoby, z czego urodzonych w Piotrowicach było 1073, zaś przybyłych 330. W strukturze wyznaniowej dominowali mieszkańcy wyznania rzymskokatolickiego – 1382 osoby. Ponadto żyło 9 ewangelików i 12 Żydów. W 1910 roku podczas pruskiego spisu powszechnego odnotowano w Piotrowicach 3659 osób mówiących tylko w języku polskim, 304 mówiących po niemiecku i 3 mówiące obydwu językach. W 1934 roku w gminie Piotrowice, a której znajdowały się także: Ochojec, część Kostuchny, Zadole i Kąty, mieszkało 8195 mieszkańców, w tym 86 ewangelików i 11 Żydów. Gmina Piotrowice w 1936 roku liczyła 8066 mieszkańców. Po II wojnie światowej w Piotrowicach mieszkało około 7,5 tysiąca osób, zaś w całej gminie około 10 tysięcy.
Na poniższym wykresie przedstawiono rozwój demograficzny wsi i późniejszej gminy Piotrowice w latach 1629–1938:
Źródła danych: 1629; 1780; 1825; 1840 (wg innego źródła tyle samo mieszkańców było w 1830 roku); 1861; 1871; 1885 1891; 1900 (wg innego źródła w 1900 roku mieszkały 2053 osoby); 1905 (według innego źródła w gminie mieszkało wówczas 2931 osób); 1910 (według innego źródła Piotrowice liczyły wówczas 3500 osób); 1931; 1934; 1938

## Gospodarka

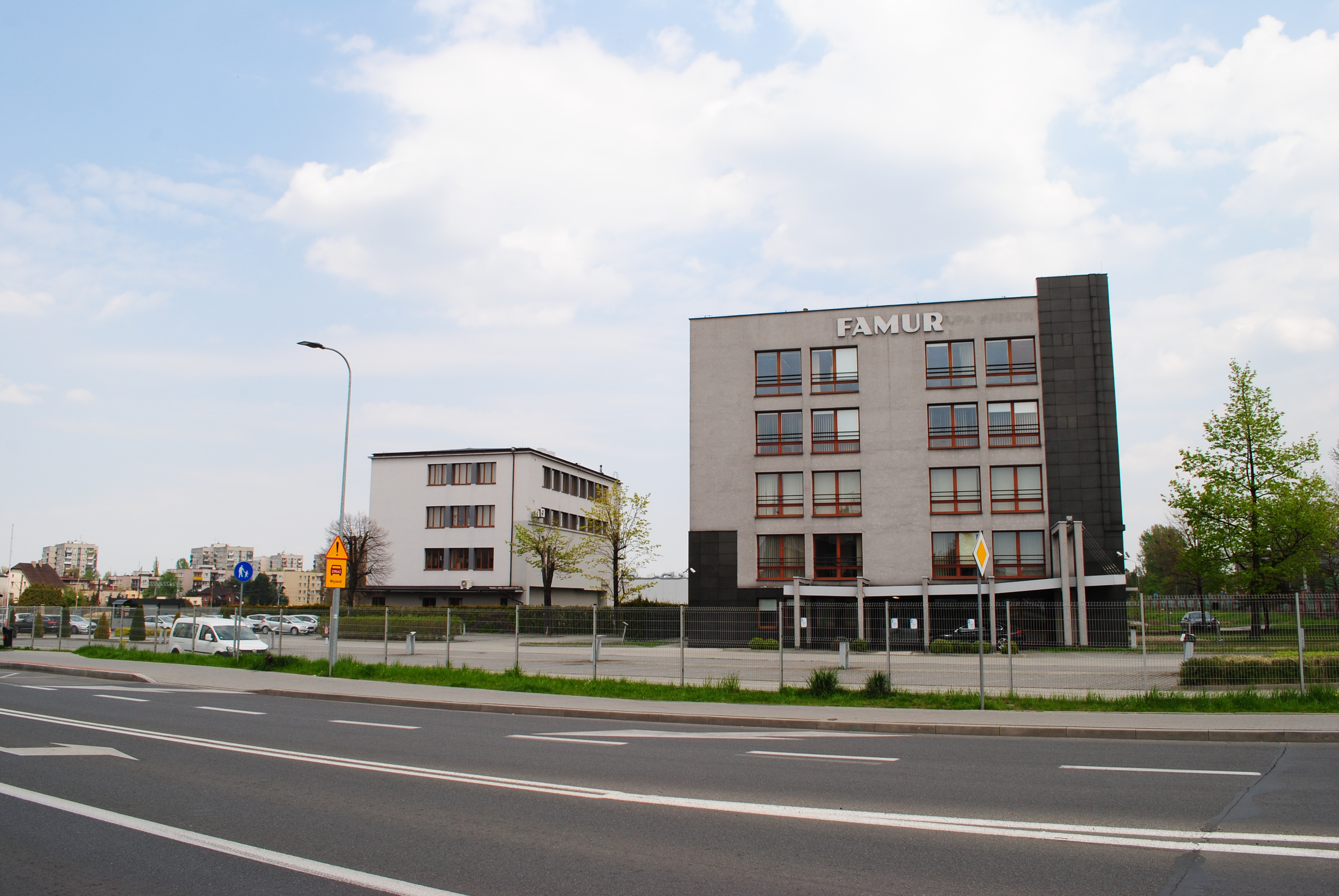
Biurowce firmy „Famur” przy ulicy Armii Krajowej

Początki przemysłu w Piotrowicach sięgają XX wieku. W 1907 roku powstała tutaj fabryka urządzeń i maszyn górniczych – w późniejszych latach jeden z największych zakładów przemysłu metalowego. Fabryka ta od 1930 roku nosiła nazwę Piotrowickiej Fabryki Maszyn. Zatrudniała ona około 80-250 pracowników. W 1966 roku zakład zmienił nazwę na „Famur”. Piotrowicka Fabryka Maszyn „Famur” w latach 60. i 70. XX wieku przeszedł dalszą modernizację. W 1975 roku wyprodukowano w niej 168 kombajnów górniczych, 700 pomp i 350 silników hydraulicznych. W tym czasie zakład ten był w światowej czołówce producentów sprzętu dla górnictwa.

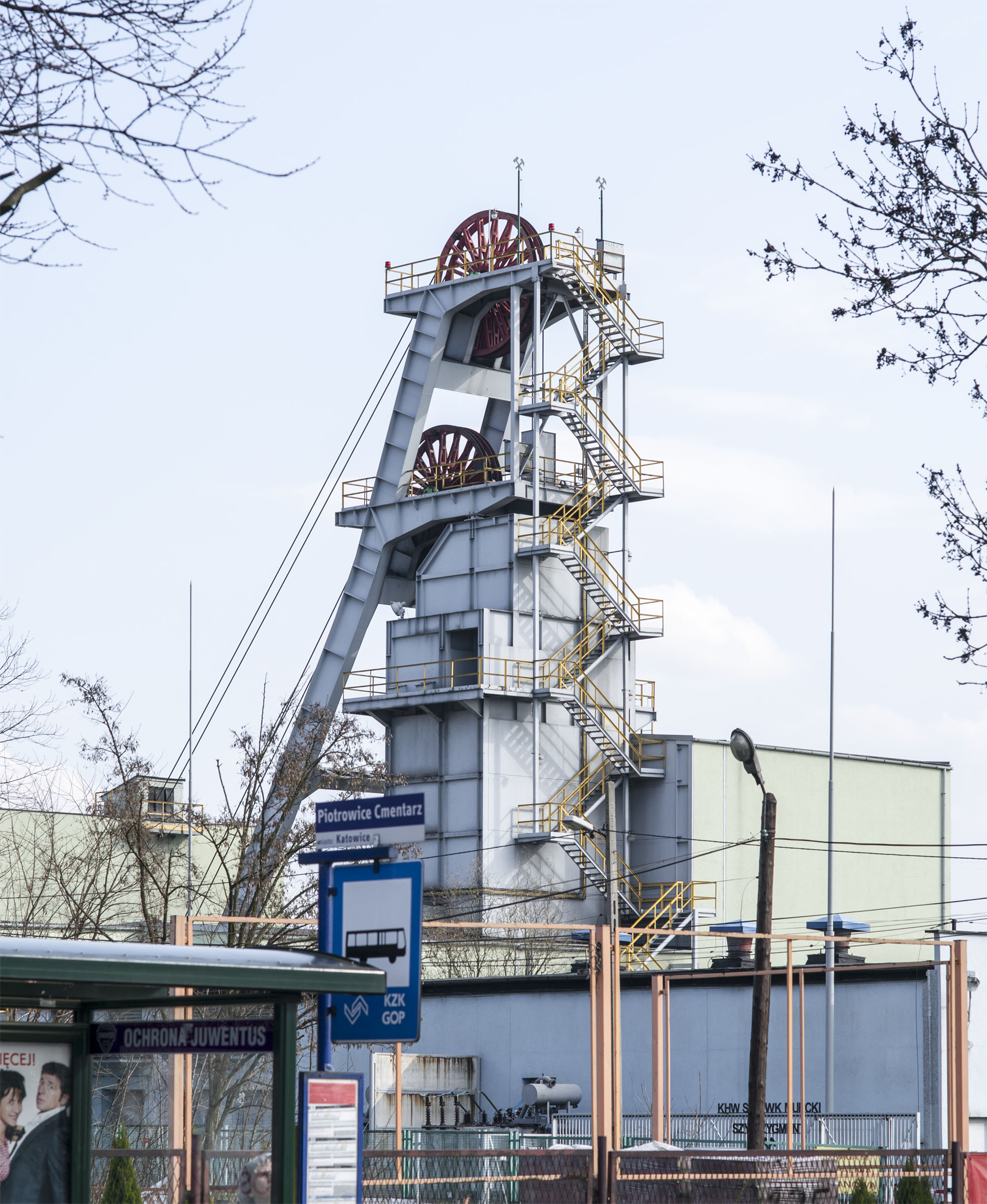
Szyb „Zygmunt” dawnej Kopalni Węgla Kamiennego „Murcki”

Wraz z powstaniem gminy rozwijało się w Piotrowicach także rzemiosło. Na początku XX wieku działały tutaj warsztaty wszystkich podstawowych rzemiosł. Jeszcze w XIX wieku działało tu kilka kuźni. Ponadto przed I wojną światową swoje zakłady mieli tutaj: stolarze, elektrycy, szewcy, piekarze, krawcy, rzeźnicy i fryzjerzy. Po I wojnie światowej, przy ulicy Kasztanowej Boronowscy otworzyli zakład fotograficzny „Gloria”, zaś ich synowie byli fotografami zawodowymi. Zakład fotograficzny powstał także przy ulicy gen. Z. Waltera-Jankego 167. Warsztat w Piotrowicach miał także od 1923 roku kamieniarz Józef Mendecki, a po II wojnie światowej jego syn. W okresie międzywojennym działała tutaj betoniarnia. Ponadto znajdowały się tutaj dwie rozlewnie piwa i wód mineralnych, a także działał wyrób konserw. Na początku lat 60. XX wieku w rejonie późniejszego osiedla Targowisko powstała giełda owocowo-warzywna. Była to całodobowa hurtownia, działająca do czasu wybudowania w jej miejscu nowego osiedla mieszkaniowego.
W Piotrowicach występują pod ziemią bogate pokłady skały wapiennej, co doprowadziło do rozwoju w przeszłości do rozwoju górnictwa tych kruszyw. W pracach topograficznych z 1860 roku wskazano, iż na obszarze powiatu pszczyńskiego w tamtym czasie działało 26 dużych pieców wapiennych, w tym w Piotrowicach. W 1896 roku książę pszczyński wydał koncesję na wydobywanie wapienia w Piotrowicach. Wapienniki wybudowano po obydwu stronach obecnej ulicy Armii Krajowej, w okolicy cmentarza. Najwięcej wapna palonego sprzedano w 1908 roku – 2538 m³. Ostatni piec wapienny rozebrano w 1959 roku.
W 1921 roku w Piotrowicach w miejscu zakładów konstrukcji żelaznych „Elevator” powstały Warsztaty Naprawcze Taboru Kolejowego. W warsztatach przeprowadzano naprawy wagonów kolejowych. Po II wojnie światowej zakłady te przekształcono w Kolejowe Zakłady Zabezpieczenia Ruchu i Łączności PKP.
W 1931 roku, pomiędzy Piotrowicami a Kostuchną, w lesie brzozowym przy Skotnicy, zaczęły powstawać biedaszyby. Wydobywano w nich węgiel kamienny z pola „Emanuel”, z pokładu 318 o miąższości 2,8 m, a szyby były kopane do 18 m głębokości. Wydobywanie w nich węgla kamiennego trwało do 1938 roku. Przy piotrowickim cmentarzu kopalnia „Murcki” w październiku 1983 roku rozpoczęła budowę szybu wentylacyjnego „Zygmunt”. Szyb ten oddano do użytku 28 lutego 1989 roku.
Placówki handlowo usługowe w Piotrowicach współcześnie koncentrują się w rejonie skrzyżowania głównych ulic w obrębie dawnych, silnie przekształconych wsi – w tym przypadku to skrzyżowanie ulic Armii Krajowej i Z. Waltera-Jankego.

## Transport

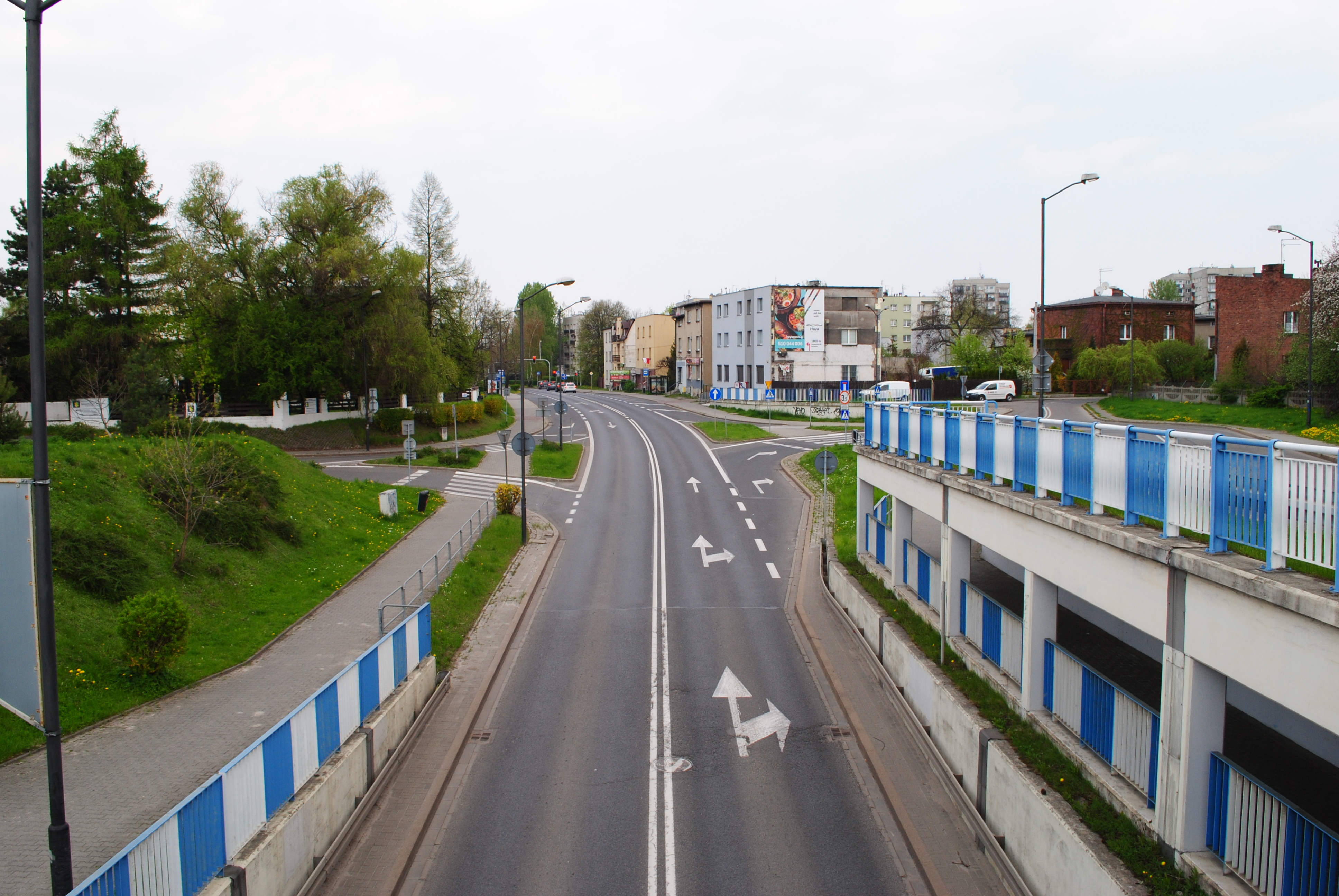
Ulica Armii Krajowej na wysokości przystanku osobowego Katowice Piotrowice (widok w kierunku północnym)

Głównym ciągiem komunikacyjnym w Piotrowicach jest 81, w przebiegu której w dzielnicy przebiega ulica Tadeusza Kościuszki. Droga ta stanowi wylot w kierunku południowym do Mikołowa, Żor i Skoczowa. Stanowi ona także bezpośrednie połączenie Piotrowic ze Śródmieściem. Droga ta krzyżuje się z biegnącą południkowo ulicą Armii Krajowej. Ulica ta jest drogą powiatową o klasie drogi zbiorczej (Z) i łączy Piotrowice od północy z Ligotą przez Zadole, zaś na południe z Kostuchną i Podlesiem. W centrum Piotrowic ulica Armii Krajowej krzyżuje się z inną ważną drogą w dzielnicy: ulicą generała Zygmunta Waltera-Jankego. Łączy ona od zachodu część Piotrowic – Kąty Piotrowickie z Ochojcem i dalej z Brynowem. Ulica ta jest także drogą powiatową klasy Z. Do pozostałych ważniejszych dróg w Piotrowicach należą m.in.: ulica Aleksandra Kostki-Napierskiego, ulica ks. dr. Stanisława Wilczewskiego i ulica Wojska Polskiego.

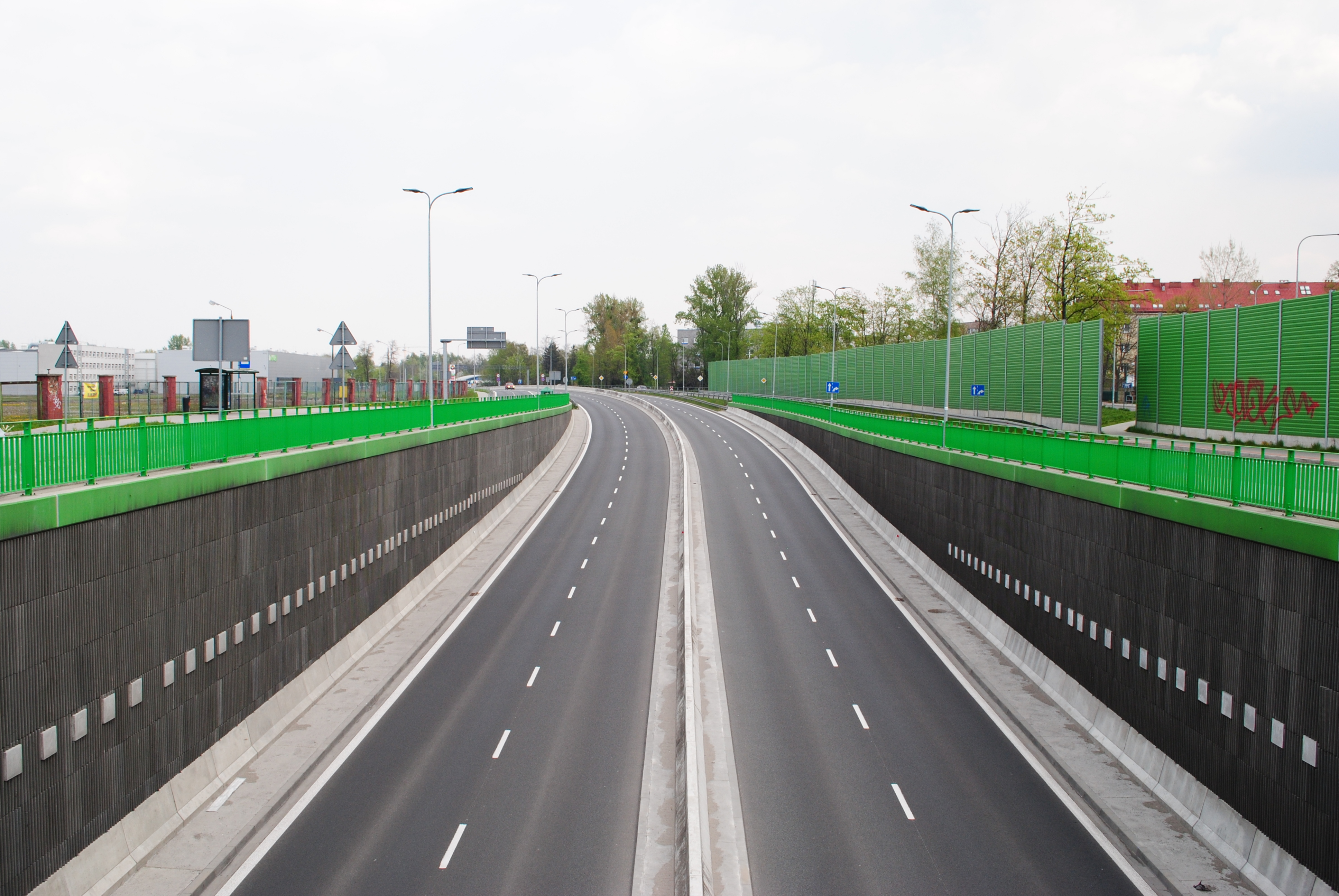
Ulica T. Kościuszki w Piotrowicach (widok w kierunku Śródmieścia)

W Piotrowicach znajduje się węzeł kolejowy, w którym rozchodzą się linie kolejowe z Katowic w dwóch kierunkach: do Bielska-Białej oraz Rybnika, a dalej Zebrzydowic i granicy państwa. Przez tereny Piotrowic przebiegają linie: 139 Katowice – Zwardoń i 140 Katowice Ligota – Nędza. Pierwsza trasa kolejowa na terenie Piotrowic została otwarta 20 stycznia 1858 roku. Był to fragment linii kolejowej, który połączył Mikołów z Ligotą (obecnie Katowice Ligota) o długości 9 km (bądź też była to otwarta 30 kwietnia 1856 roku linia na odcinku Ligota – Orzesze). Trasę tę wybudowało Towarzystwo Kolei Wilhelma. Linię tę na polecenie prezesa Rejencji Opolskiej przedłużono do Katowic. Po połączeniu Katowic z Mikołowem przez Piotrowice kursowały 22 pociągi dziennie.
W 1900 roku ruszyły prace nad budową linii łączącej Katowice z Tychami przez Piotrowice. Pierwsze pociągi uruchomiono w 1910 roku – z uwagi na niepewne nasypy wybudowane na byłych stawach, kursowały początkowo tylko lekkie pociągi towarowe. Pociągi pasażerskie ruszyły w 1912 roku (otwarcie linii na odcinku Ligota – Tychy nastąpiło 2 listopada 1902 roku), zaś dopiero po I wojnie światowej w Piotrowicach zatrzymywały się także pociągi do Tychów.

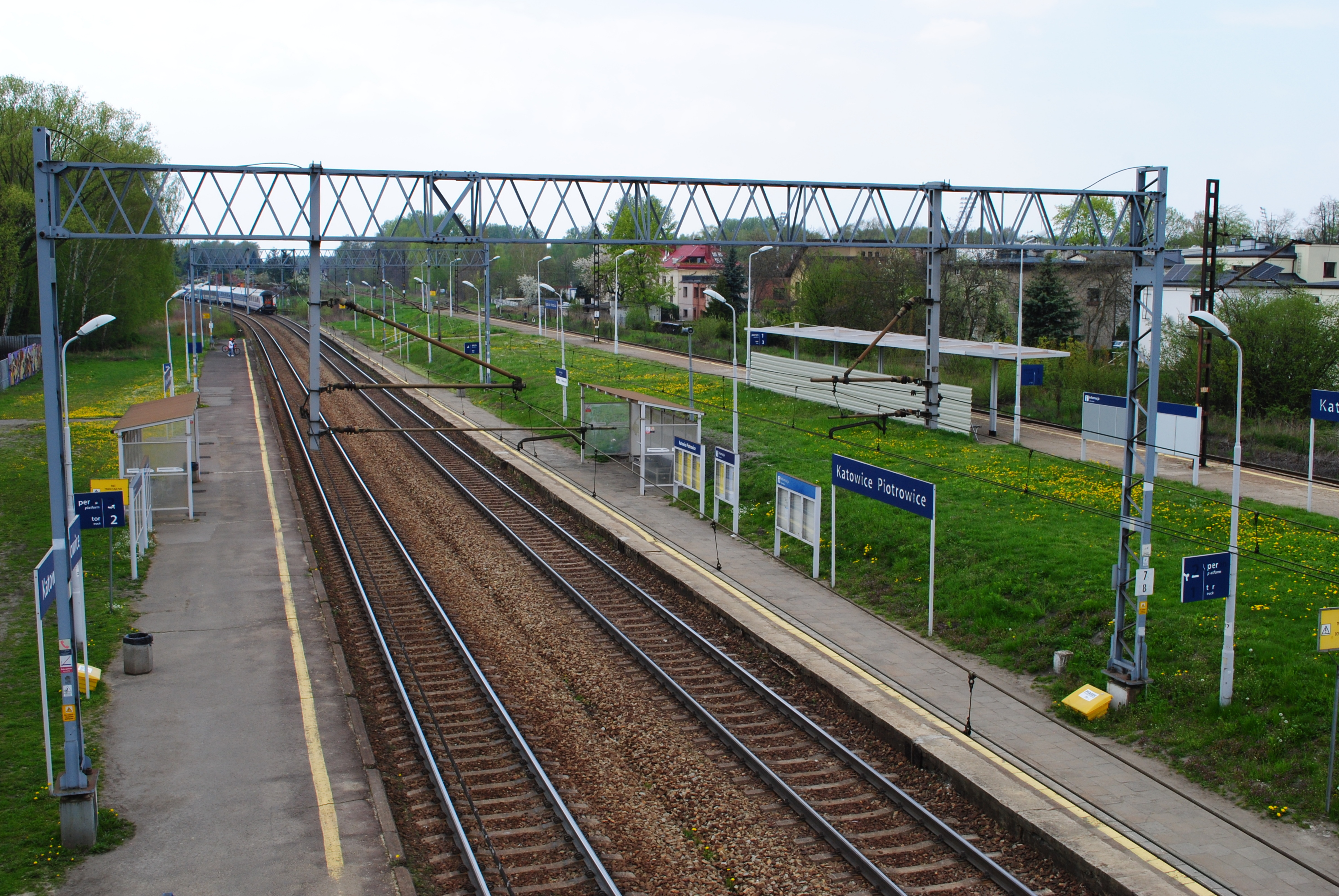
Przystanek osobowy Katowice Piotrowice (widok w kierunku Tychów)

Przystanek kolejowy w Piotrowicach oddano do użytku w 1895 roku. Peron znajdował się wówczas po wschodniej stronie ulicy w kierunku Ligoty, zaś przy peronie postawiono budynek dróżnika, w którym także sprzedawano bilety – w pierwszym roku sprzedano ich ponad 3000. Budowę dworca kolejowego na piotrowickim przystanku rozpoczęto w 1912 roku.
Największe natężenie ruchu kolejowego przez Piotrowice trwało pod koniec lat 80. XX wieku, zaś w latach 90. ruch ten zmalał na rzecz transportu samochodowego. Uciążliwością był przejazd kolejowy z ulicą Armii Krajowej. W 1999 roku rozpoczęto prace nad budową wiaduktów pod tą ulicą. Ruch samochodowy pod nowymi wiaduktami został uruchomiony 21 listopada 2001 roku.
Organizatorem miejskiego transportu zbiorowego na terenie Piotrowic jest Zarząd Transportu Metropolitalnego (ZTM), a transport zbiorowy w granicach osady realizowany wyłącznie w formie połączeń autobusowych. Głównymi przewoźnikami na liniach przebiegających przez Piotrowice są: Przedsiębiorstwo Komunikacji Miejskiej w Katowicach i Przedsiębiorstwo Komunikacji Miejskiej w Tychach.
W Piotrowicach znajduje się łącznie 13 przystanków: Piotrowice Barcelońska, Piotrowice Bukszpanowa Kaplica, Piotrowice Cmentarz, Piotrowice Dworzec PKP, Piotrowice Działowa, Piotrowice Fabryka Maszyn, Piotrowice Miłe Zacisze, Piotrowice Osiedle, Piotrowice Pętla, Piotrowice Skrzyżowanie, Piotrowice Szkoła, Piotrowice Tyska i Piotrowice Wojska Polskiego. Na znajdującym się w centrum Piotrowic, na skrzyżowaniu ulic Armii Krajowej i gen. Z. Waltera-Jankego, czterostanowiskowym przystanku Piotrowice Skrzyżowanie zatrzymywało się, według stanu z połowy maja 2022 roku, 9 linii autobusowych, w tym jedna nocna. Linie te łączą Piotrowice z innymi częściami Katowic, a część z nich także z innymi miastami Górnośląsko-Zagłębiowskiej Metropolii: z Czeladzią, Mikołowem, Mysłowicami i Tychami

## Architektura i urbanistyka

### Rozwój urbanistyczny

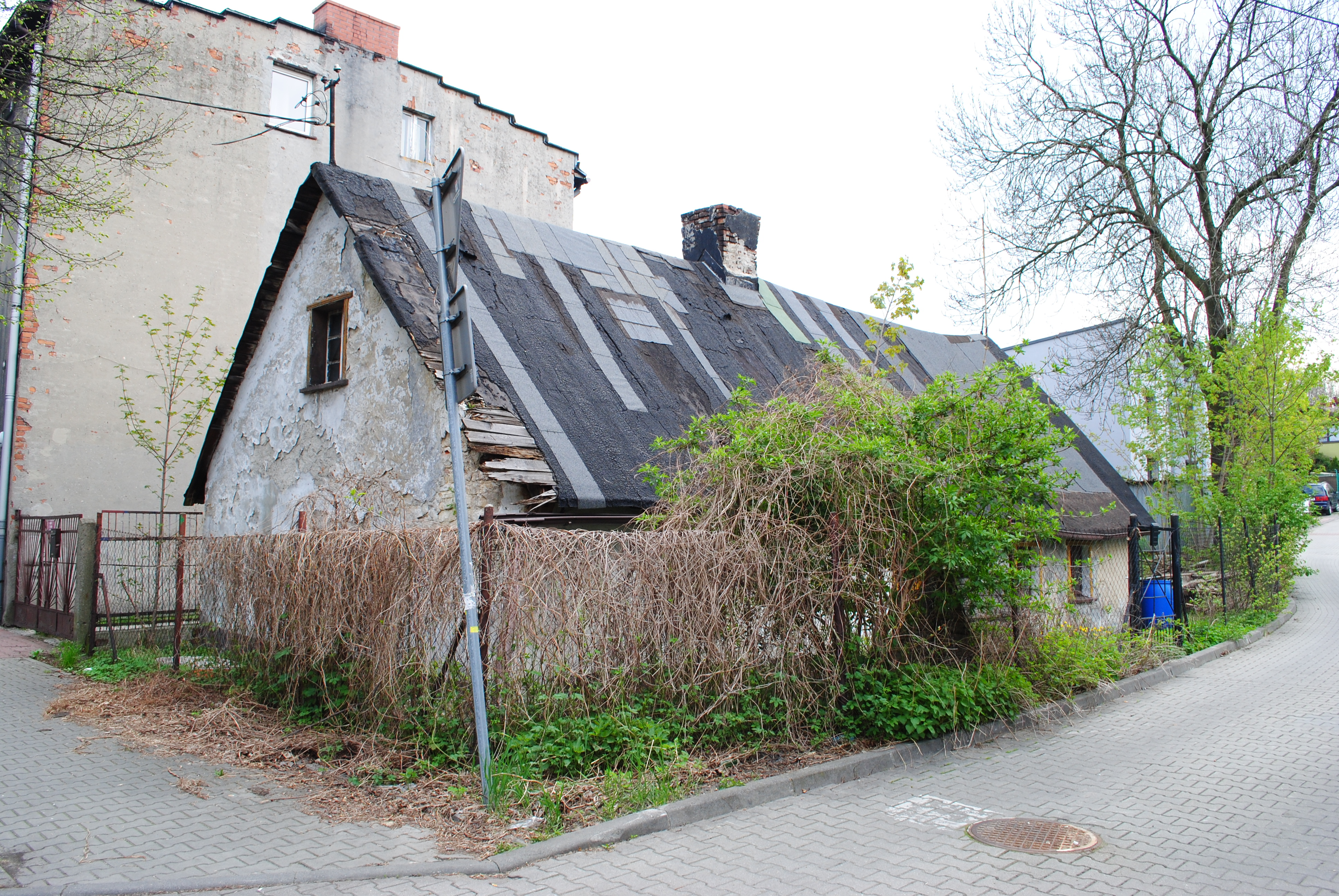
Najstarszy dom w Piotrowicach, położony przy ulicy Załogowej 1

Pierwsze osadnictwo w Piotrowicach było lokalizowane w dolinie Mlecznej. Historyczne centrum osady, gdzie ulokowano pierwsze domy, wyznaczają ulice: Kasztanowa, Świerkowa i Wojska Polskiego. Ulice te stanowiły fragment dawnego traktu zwanego Furmańcem. Tradycyjne budownictwo w XVIII i XIX wieku składało się przeważnie z drewnianych budynków o konstrukcji zrębowej i dwutraktowym układem wnętrza, zaś na nadprożu umieszczano napis fundacyjny i datę budowy. Stawiano także domy z cegieł i kamienia, które były kryte dachówką. W 1830 roku w Piotrowicach znajdowały się łącznie 42 domy.

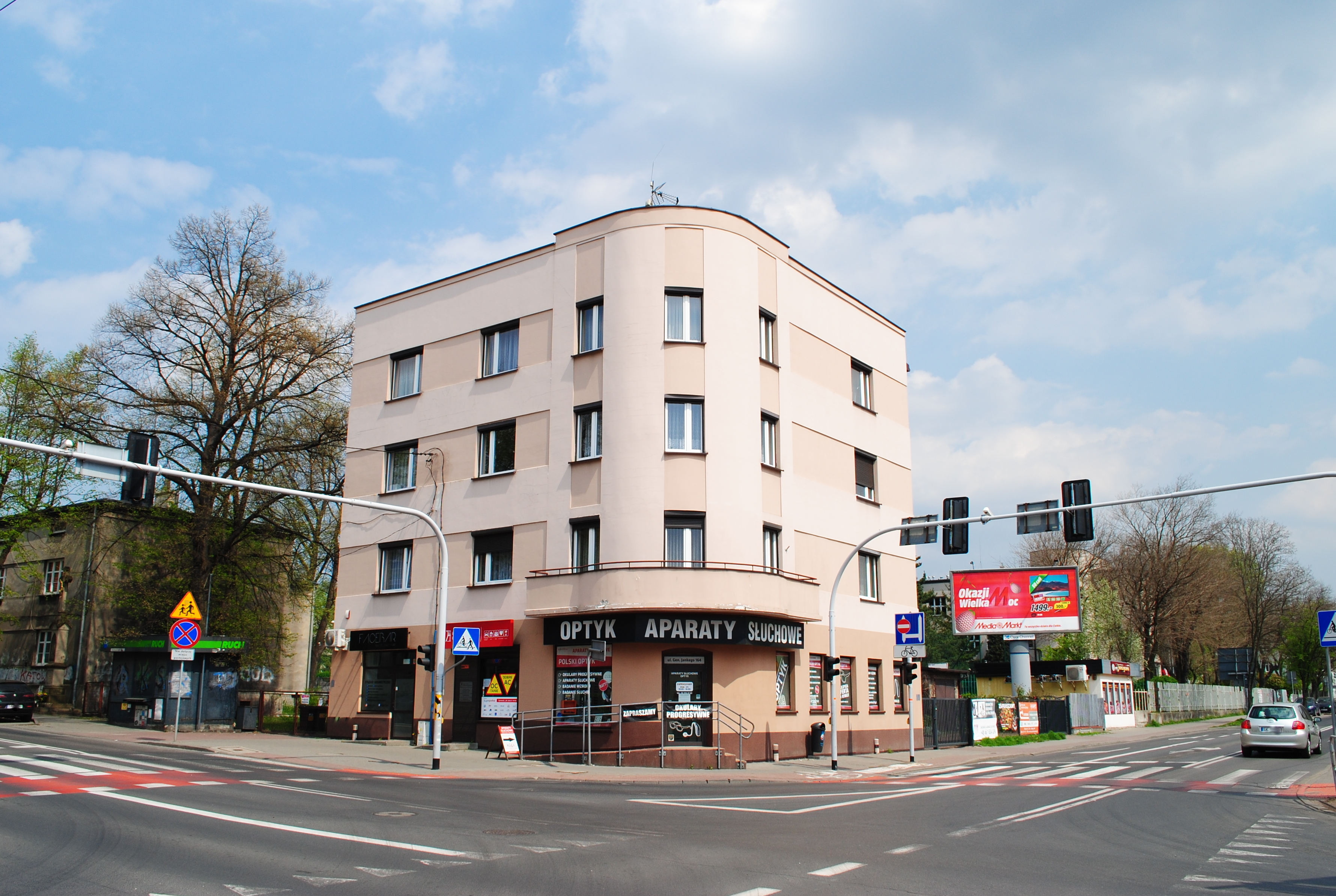
Budynek przy ulicy gen. Z. Waltera-Jankego 156

Najstarszym budynkiem w Piotrowicach jest pochodzący z przełomu XIX i XX wieku wiejski dom mieszkalny przy ulicy Załogowej 1. Ponadto do najstarszych budynków na terenie Piotrowic, których historia sięga II połowy XIX wieku, należą domy przy ulicy: A. Grottgera 28, A. Kostki-Napierskiego 15, gen. Z. Waltera-Jankego 183 i 216 oraz Wojska Polskiego 48. Na początku XX wieku Piotrowice ze wsi zaczęły się przekształcać w osadę podmiejską. Wraz ze wzrostem liczby mieszkańców wsi, w tym czasie także zaczęto budować domy wielokondygnacyjne, murowane i otynkowane. Zabudowa powstała w latach 1900–1922 znajduje się w różnych miejscach Piotrowic, a koncentruje się głównie w rejonie ulic: K. Darwina, Kasztanowej, A. Grottgera, gen. Z. Waltera-Jankego i Wojska Polskiego. W latach międzywojennych nastąpił znaczny rozwój urbanistyczny Piotrowic. Nowa zabudowa powstawała wzdłuż ulicy Armii Krajowej oraz ulicy gen. Z. Waltera-Jankego. Po 1934 roku budowano rocznie ponad 200 domów.

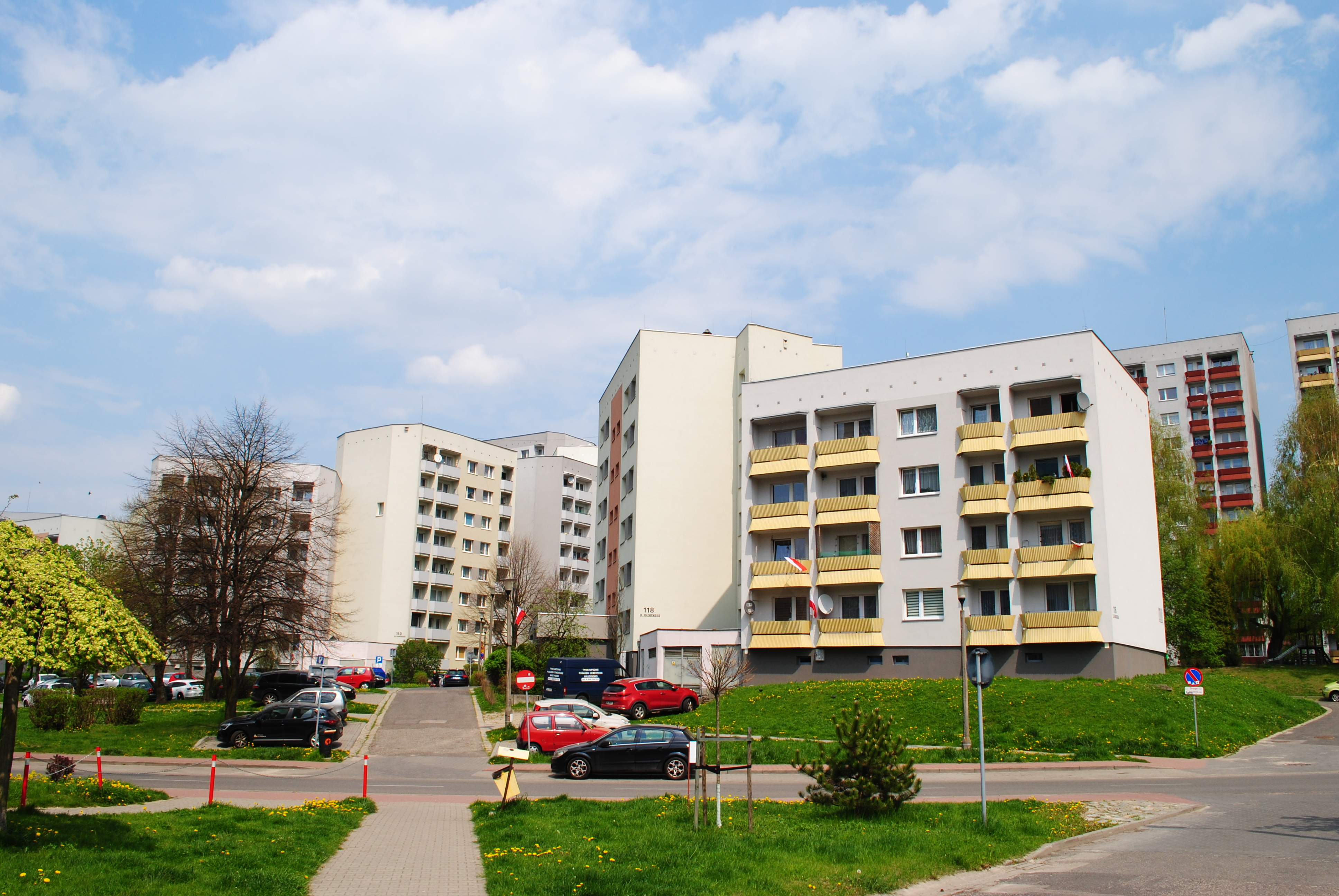
Fragment osiedla Odrodzenia

W czasach Polski Ludowej pierwsze bloki mieszkalne w Piotrowicach zaczęto budować w drugiej połowie lat 60. XX wieku pomiędzy ulica T. Kościuszki a ulicą Żurawią. W latach 70. XX wieku Wydział Architektury wspólnie z Komitetem Wojewódzkim KW PZPR przygotował plany wyburzenia historycznych domów celem budowy nowoczesnego centrum Katowic. W wyniku działań miejscowych komitetów oraz kryzysu gospodarczego w 1982 roku odstąpiono od tych planów. Pomimo tego dochodziło do wyburzeń pod nową zabudowę – najwięcej w rejonie Skotnicy oraz przy targowisku.
W marcu 1977 roku rozpoczęto prace nad budową osiedla Targowisko, powstałego w rejonie ulic A. Fredry oraz gen. Z. Waltera-Jankego. Zostało ono zaprojektowane przez Zygmunta Fagasa. Osiedle to budowano do 1980 roku. Rozwijało się także budownictwo indywidualne i spółdzielcze w postaci domów jednorodzinnych.
Na początku lat 80. XX wieku na pograniczu Piotrowic i Kostuchny, w rejonie ulic: Tyska, S. Łętowskiego, A. Kostki-Napierskiego i M. Radockiego, rozpoczęto budowę osiedla Odrodzenia, zaprojektowanego przez wrocławski zespół architektów przy współpracy z katowickim „Inwestprojektem”. Prace budowlane przy osiedlu rozpoczęto w 1979 roku. Było ono fragmentem założenia architektoniczno-urbanistycznego z końca lat 70. XX wieku, przewidujący budowę dużego zespołu osiedli mieszkaniowych na 120 tysięcy osób.

### Pomniki i tablice pamiątkowe
Na terenie Piotrowic znajdowały się bądź znajdują następujące miejsca pamięci:
- Kapliczka z 1922 roku wybudowana na pamiątkę przyłączenia części Górnego Śląska do Polski na miejscu mogił żołnierzy poległych podczas bitwy w Piotrowicach z 1644 roku; wewnątrz kapliczki znajduje się tablica upamiętniająca Piotrowiczan poległych w II i III powstaniu śląskim (ul. A. Grottgera 3)[93],
- Płyta upamiętniająca poległych w czasie powstań śląskich i II wojny światowej (ul. Armii Krajowej 64; Zespół Szkół Poligraficzno-Mechanicznych im. Armii Krajowej)[93],
- Dawna mogiła zbiorowa wojenna żołnierzy niemieckich na cmentarzu przy ulicy Armii Krajowej – w 2007 roku dokonano ekshumacji na cmentarz żołnierzy niemieckich w Siemianowicach Śląskich przy ulicy H. Krupanka[93].

## Oświata

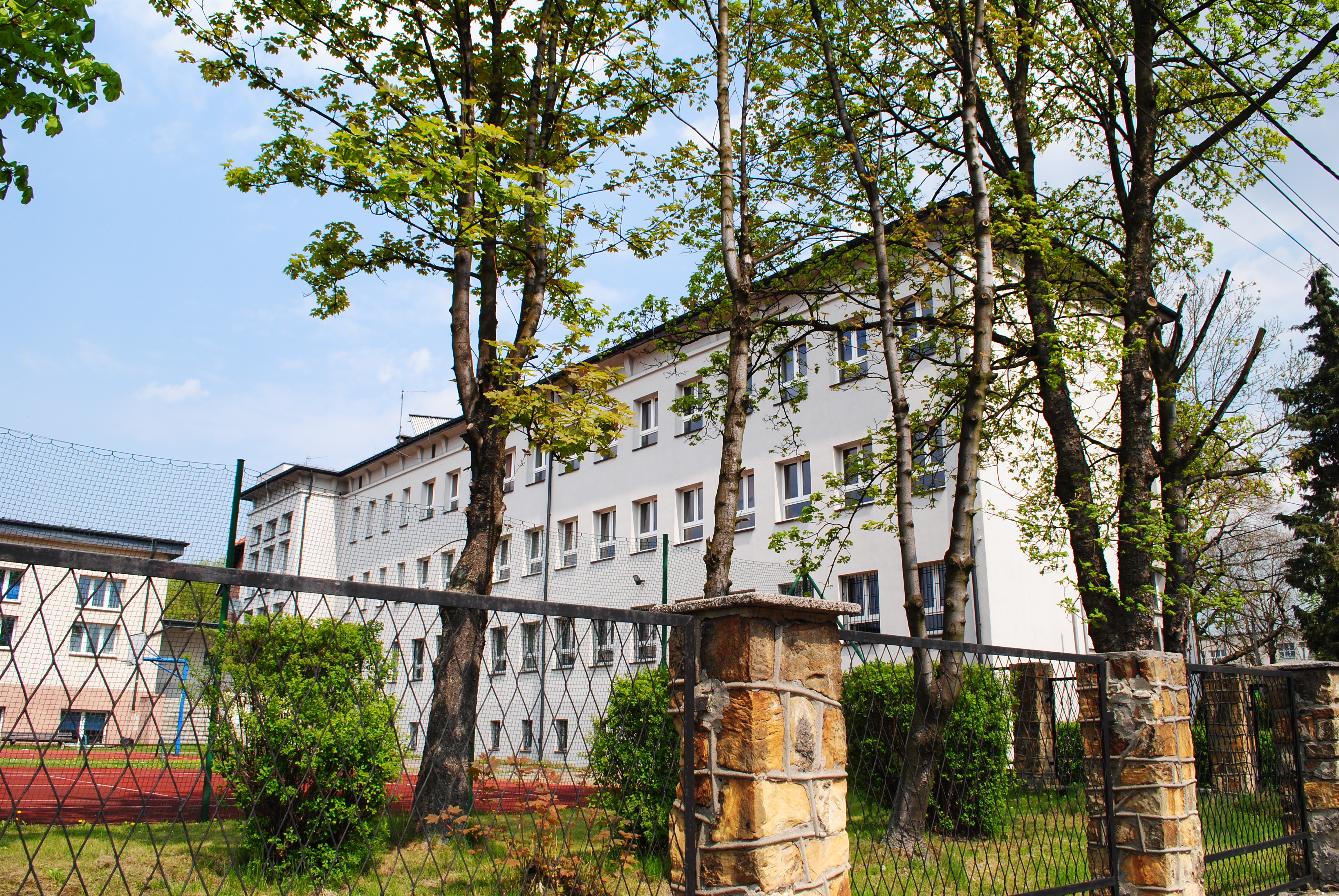
Gmach Zespołu Szkół Poligraficzno-Mechanicznych im. Armii Krajowej (ul. Armii Krajowej 84)

Początki szkolnictwa w Piotrowicach sięgają 1765 roku, kiedy to w Prusach zaczęła obowiązywać ustawa o powszechnym obowiązku szkolnym. W dniu 18 czerwca 1810 roku inspektor szkolny Nygo z Mysłowic podjął decyzję o założeniu w Piotrowicach szkoły. W tym czasie dzieci uczęszczały pieszo do szkoły w Mikołowie. W dniu 19 lutego 1819 (bądź w 1818) roku otwarto w Piotrowicach pierwszy budynek szkolny przy skrzyżowaniu ulic Wojska Polskiego i Armii Krajowej. Pierwszym nauczycielem w nowej placówce został Antoni Hartmann. W 1865 roku dobudowano piętro oraz mieszkanie dla nauczyciela. W piotrowickiej szkole 1 lipca 1847 roku pracę zaczynał nauczyciel Karol Miarka. Nauczał on do maja 1850 roku. Budowę nowej szkoły przy piotrowickim rynku w rejonie ulicy Armii Krajowej rozpoczęto w 1901 roku. Nauczanie w placówce zainaugurowano zaś rok później, a w nowej szkole znajdowały się 4 sale. W 1908 roku do szkoły uczęszczało 462 uczniów, w tym 15 pochodzenia niemieckiego.

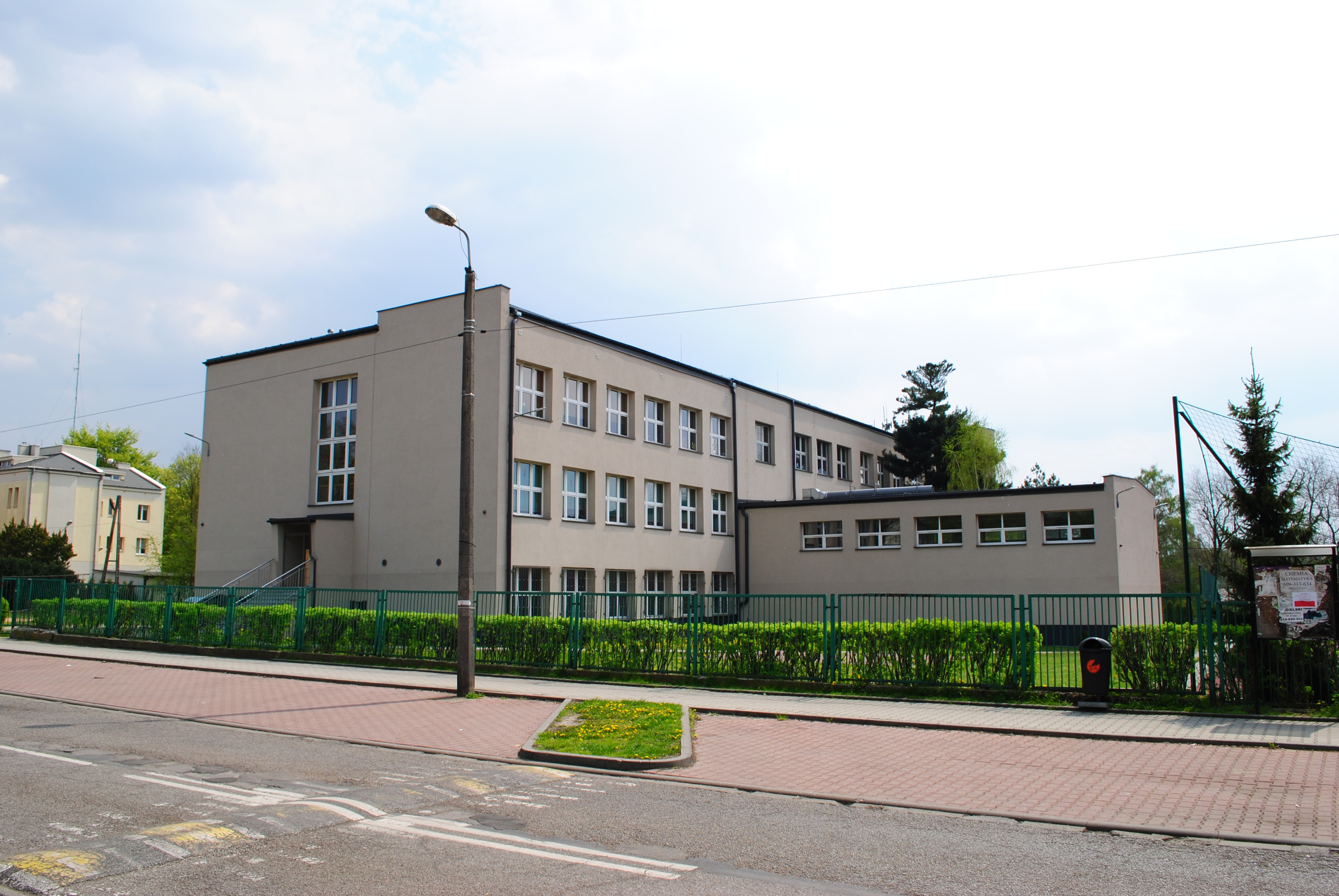
Gmach Szkoły Podstawowej nr 28 im. Karola Miarki w Katowicach (ul. gen. Z. Waltera-Jankego 160)

W 1929 roku rozpoczęto prace budowlane nad gmachem nowej szkoły powszechnej przy obecnej ulicy gen. Z. Waltera-Jankego. Nauczanie w niej rozpoczęto 7 grudnia 1931 roku, zaś w styczniu 1936 roku szkołę rozdzielono na dwie części: na Szkołę Powszechną nr 1 Piotrowicach dla chłopców, z wejściem od strony południowej i Szkołę Powszechną nr 2 w Piotrowicach dla dziewcząt, z wejściem od północy. W szkole nr 1 uczyło się 507 chłopców, zaś do szkoły nr 2 chodziło 428 dziewcząt. W tym samym roku gmach szkoły rozbudowano w kierunku północnym. Szkołę scalono w 1953 roku, tworząc Szkołę Podstawową nr 28 w Katowicach.

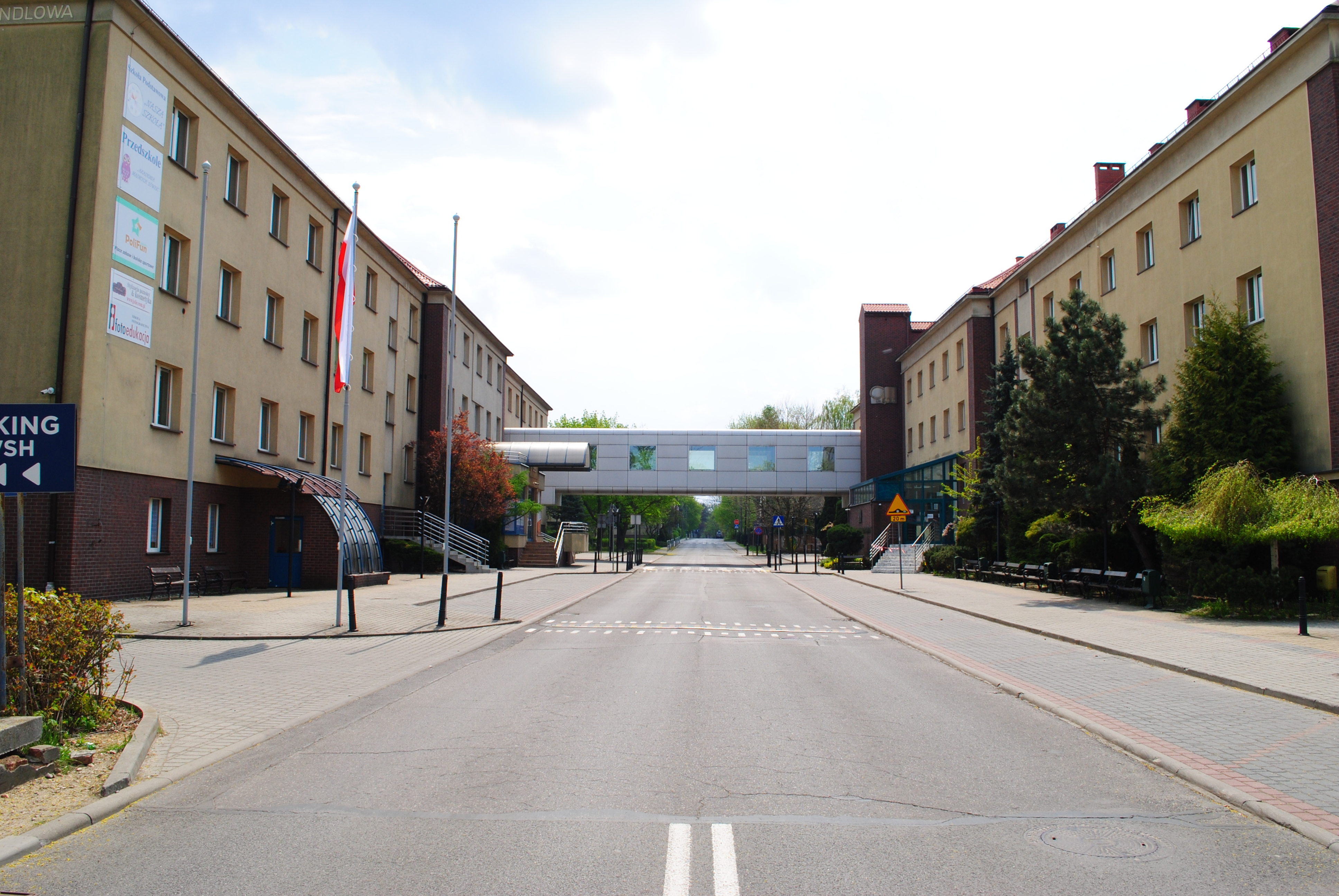
Zabudowa Akademii Górnośląskiej im. Wojciecha Korfantego w Katowicach

Przy dzisiejszej ulicy Armii Krajowej w 1950 roku została założona Zasadnicza Szkoła Zawodowa, kształcąca uczniów w różnych profesjach. W 1978 roku szkoła ta przekształciła się w Zespół Szkół Poligraficzno-Mechanicznych. W dniu 1 września 1955 roku zainaugurowano nauczanie w Technikum Centralnego Związku Spółdzielczego z siedzibą przy ulicy Harcerzy Września 1939 2. W szkole tej uczono zawodu technika fotografa i technika radiowo-telewizyjnego. W latach 90. szkołę przemianowano na Zespół Szkół Zawodowych im. Edwarda Abramowskiego.
W styczniu 1960 roku w ramach obchodów Tysiąclecia Państwa Polskiego otwarto gmach Szkoły Podstawowej nr 32 w Katowicach. Gmach ten znajduje się przy ulicy M. Sobańskiego 86.
W latach 60. XX wieku dla szkoły milicyjnej wybudowano nowoczesne obiekty szkolne z basenem i strzelnicą. W tych obiektach w latach 70. Xx wieku skoszarowano oddział ZOMO, a później jednostki specjalne policji. W pomieszczeniach po ZOMO oraz po oddziale antyterrorystycznym policji w dniu 8 lutego 1999 roku uroczyście otwarto Szkołę Policji w Katowicach. Pierwszym komendantem szkoły został Tadeusz Wojtuszko.
W budynku byłego hotelu robotniczego PFM-FAMUR w dniu 1 października 1991 roku powstał Górnośląski Prywatny College Ekonomiczny, który w 1994 roku przekształcił się w Górnośląską Wyższą Szkołę Handlową. Pierwszym rektorem została dr Ewa Piastowska. W dniu 1 czerwca 2022 roku uczelnia zmieniła swoją nazwę na Akademia Górnośląska im. W. Korfantego w Katowicach.

## Kultura

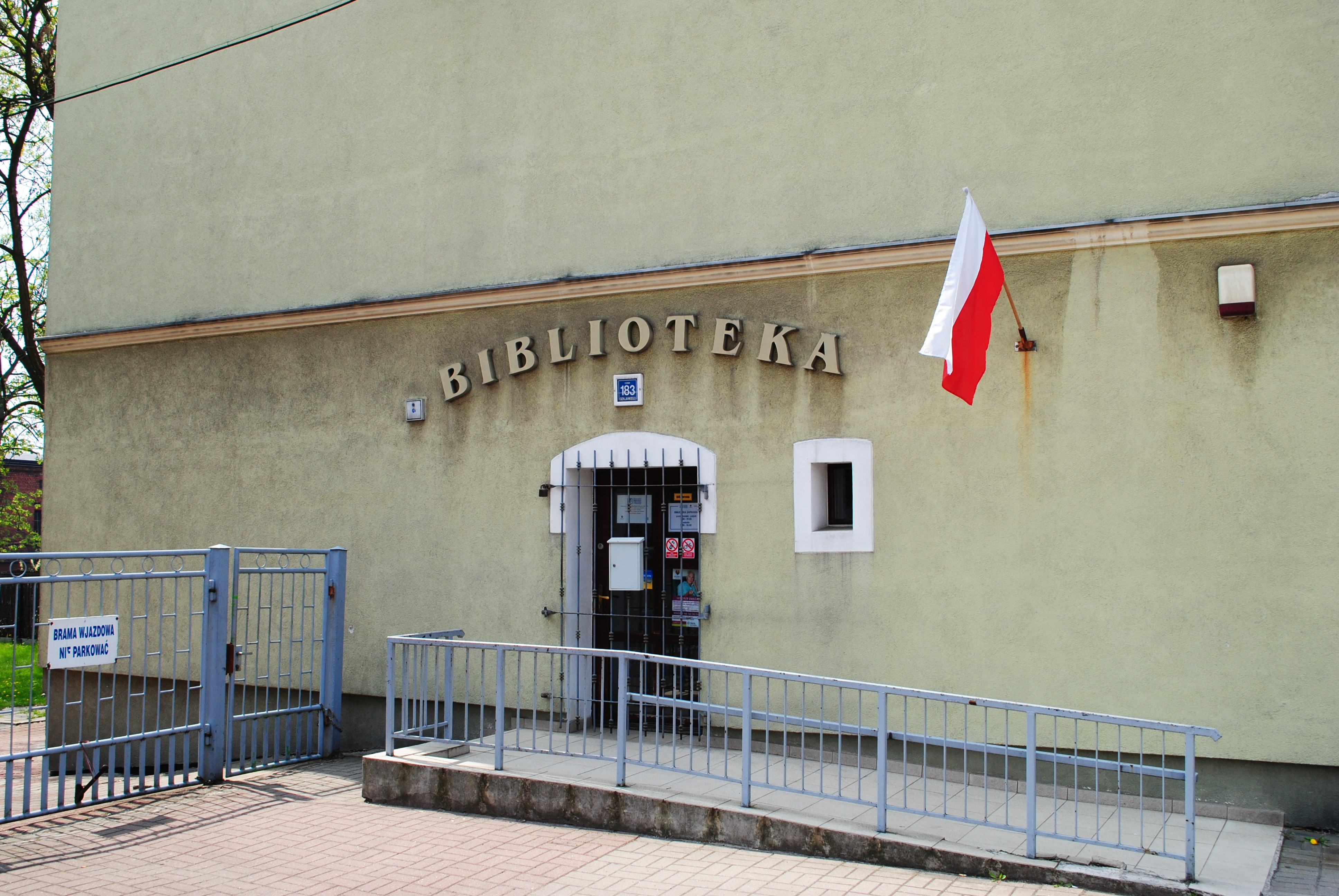
Filia Miejskiej Biblioteki Publicznej w Katowicach (ul. gen. Z. Waltera-Jankego 183)

W Piotrowicach jeszcze do czasów I wojny światowej kultywowane były zwyczaje śląskiej wsi. Obchodzono tutaj święta ludowe, jak m.in. sobótkę czy topienie marzanny.
Pierwszą bibliotekę Towarzystwa Czytelni Ludowych na terenie Piotrowic założono przed wybuchem I wojny światowej, a jej organizatorem był Ludwik Widuch – założyciel chóru „Jutrzenka”. W okresie międzywojennym biblioteka znajdowała się przy starej szkole na piotrowickim rynku. Po przeniesieniu Urzędu Stanu Cywilnego do katowickiego Pałacu Ślubów, pomieszczenia po nim zajęła Miejska Biblioteka Publiczna. Drugi z piotrowickich oddziałów MBP powstał w 1984 roku na osiedlu Odroczenia przy ulicy M. Radockiego 70a.
W 1911 roku z inicjatywy Ludwika Widucha, Piotra Gierlotki, Henryka Pieczki i Pawła Łaskota powołano Towarzystwo Śpiewu „Jutrzenka”. Grupa ta pierwszy spektakl teatralny wystawiła 9 września 1912 roku w Kostuchnie. W latach 1912–1920 towarzystwo recytowało polskie wiersze i sztuki teatralne. Podczas I wojny światowej „Jutrzenka” zawiesiła swoja działalność, a w grudniu 1918 roku zespół reaktywowano. W 1935 roku nastąpiła reorganizacja chóru mieszanego „Jutrzenka” - powstał wówczas chór męski „Hejnał”. Na początku XXI wieku w Katowicach działało 13 chórów zrzeszonych w Polskim Związku Chórów i Orkiestr, w tym piotrowicki Chór Liturgiczno-Dziecięco-Młodzieżowy przy parafii Najświętszego Serca Pana Jezusa i św. Jana Bosko oraz chór kameralny „Fermata” przy piotrowickiej filii Miejskiego Domu Kultury „Południe” w Katowicach.

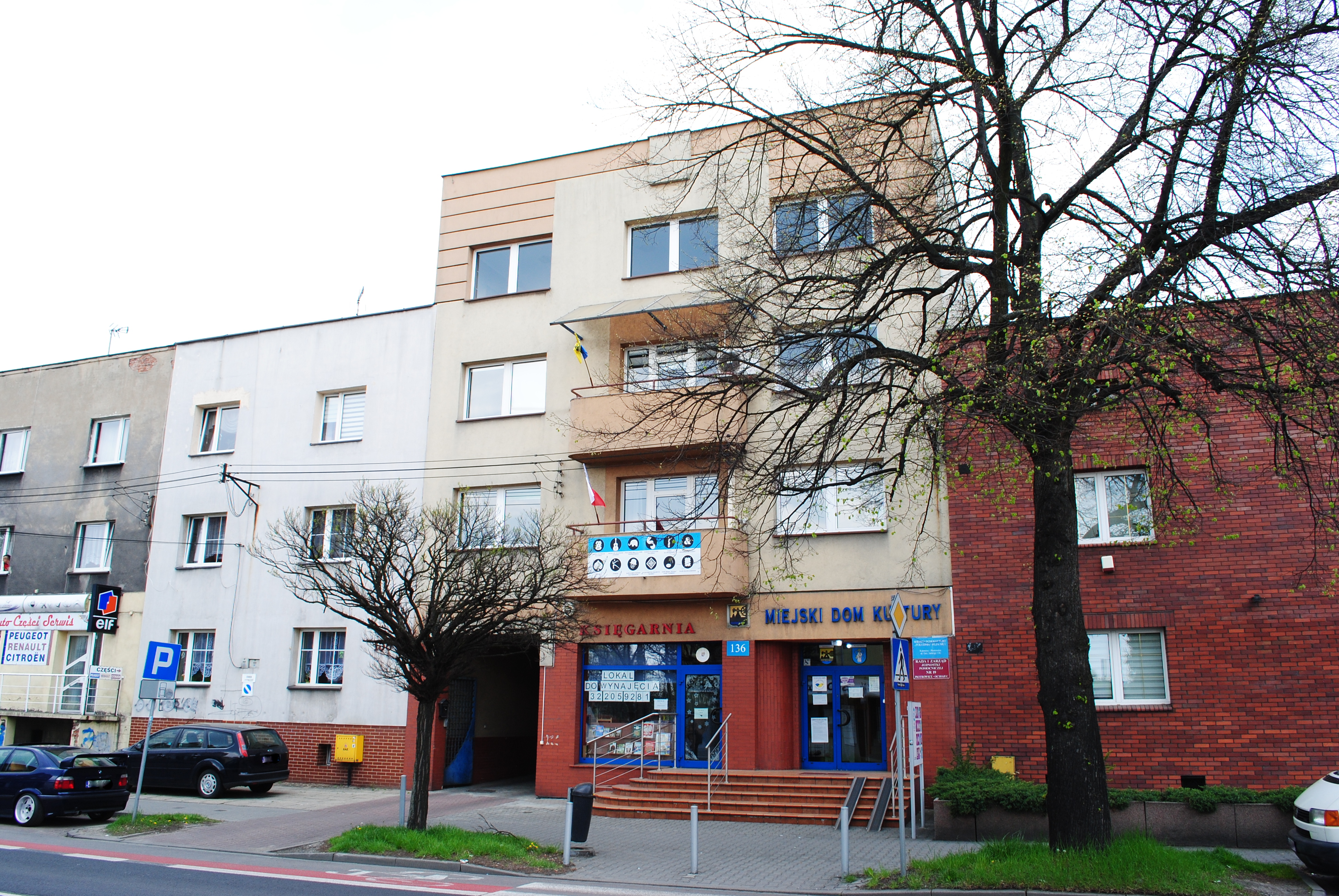
Piotrowicki oddział Miejskiego Domu Kultury „Południe” w Katowicach (ul. gen. Z. Waltera-Jankego 136)

W latach 1933–1991 przy ulicy Z. Waltera-Jankego funkcjonowało Kino „Piast” (obecnie Teatr & Klub muzyczny Old Timers Garage).
Z Piotrowicami związany był Roman Pająk. Był to malarz, którego obrazy olejne i freski znajdują się w kościołach w całej Europie oraz w kolekcjach prywatnych. Malował on głównie pejzaże oraz motywy sakralne. Zmarł 8 lipca 1964 roku w Piotrowicach. W Piotrowicach został także założony i zaczynał karierę zespół muzyczny Dżem.
W Piotrowicach znajduje się jedna z czterech filii Miejskiego Domu Kultury „Południe” w Katowicach, założonego w 2000 roku. W tym samym roku powstała także sama piotrowicka filia, którą urządzono w wyremontowanym budynku po dawnej przychodni. Budynek ten wcześniej był siedzibą urzędu gminy Piotrowice. MDK „Południe” jest organizatorem życia kulturalnego dzielnicy, prowadzi zajęcia muzyczne, taneczne, kursy językowe, aerobiku i robótek ręcznych. Udostępnia także pomieszczenia i sprzęt amatorskim zespołom muzycznym.
W latach 2014–2022 przy ulicy Armii Krajowej 40, w budynku dworca kolejowego na przystanku Katowice Piotrowice mieściła się siedziba Teatru Żelaznego. Teatr ten posiadał widownię amfiteatralną. Swoje pierwsze kroki w Teatrze Żelaznym postawiła aktora i tancerka Edyta Herbuś. Zadebiutowała ona spektaklem pt. Diwa, reżyserii Grzegorza Kempinskyego.
Górnośląska Wyższa Szkoła Handlowa im. Wojciecha Korfantego inauguruje rok akademicki wymyślonym przez Krzysztofa Skibę, lidera zespołu Big Cyc Świętem arbuza, otwartym nie tylko dla słuchaczy tej uczelni.
W Piotrowicach przy ulicy Traktorzystów 5 powstało Muzeum Najmniejszej Książki Świata, założone przez posiadacza rekordu Guinnessa w tej kategorii Zygmunta Szkocnego.

## Religia

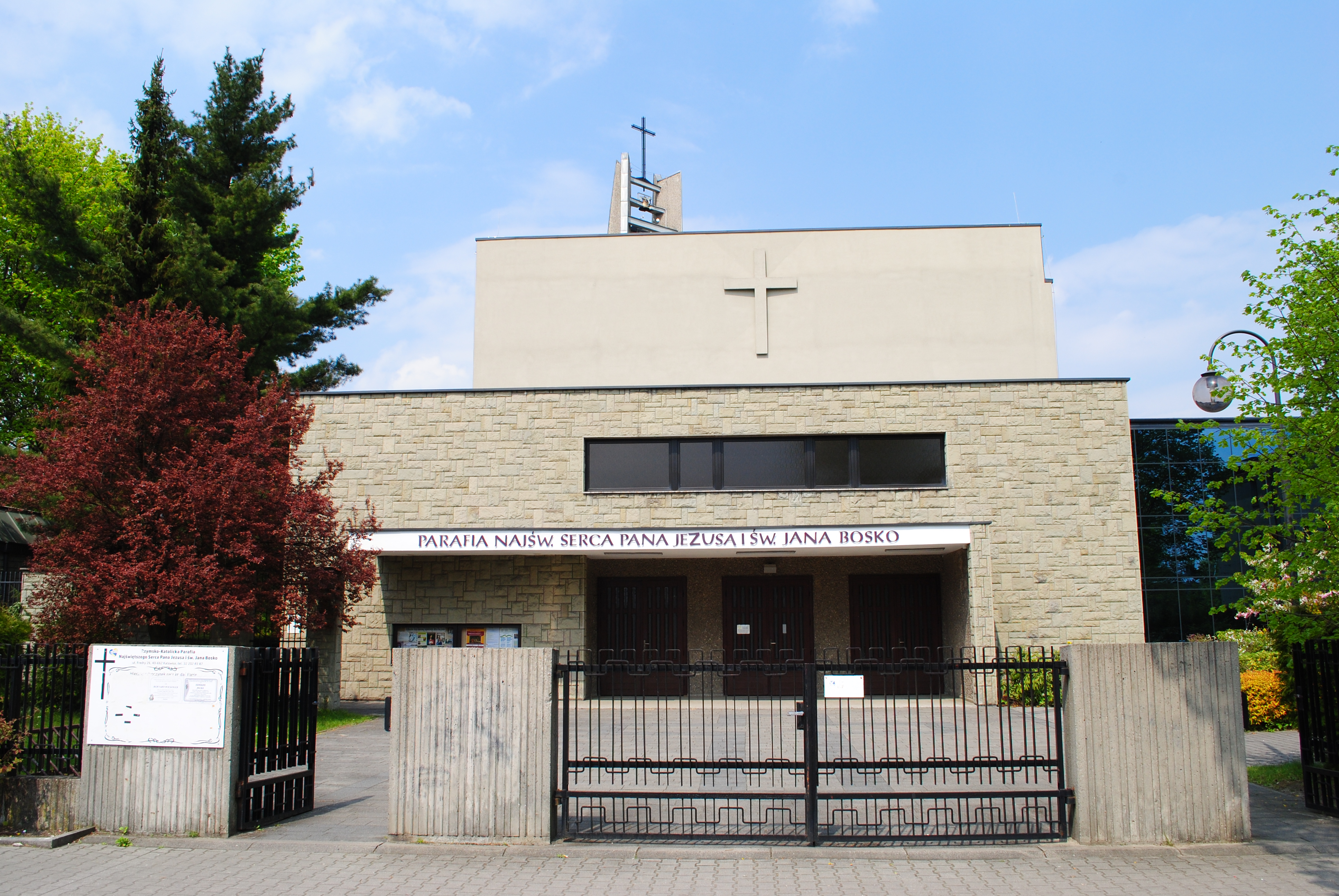
Kościół parafialny parafii Najświętszego Serca Pana Jezusa i św. Jana Bosko (ul. A. Fredry)

Dominującą religią w Piotrowicach jest katolicyzm. Początkowo rzymskokatoliccy mieszkańcy Piotrowic należeli do powołanej w 1222 roku parafii pw. św. Wojciecha Mikołowie. Próbę wybudowania kościoła w Piotrowcach czynione były od 1898 roku bądź też już w 1870 roku – wówczas zamierzano utworzyć parafię obejmującą Piotrowice, Kostuchnę, Ochojec, Murcki i Podlesie. W międzyczasie na tereny Górnego Śląska sprowadzono franciszkanów i podjęto decyzję o budowie zespołu klasztornego w pobliskich Panewnikach. Związane to było z polityką germanizacyjną prowadzoną przez ówczesnego biskupa wrocławskiego Georga Koppa. Powstanie nowego klasztoru miało odciągnąć ludność i księży od pielgrzymek do Częstochowy. W 1913 (bądź w styczniu 1914) roku ludność Piotrowic przeszła pod opiekę parafii w Panewnikach.

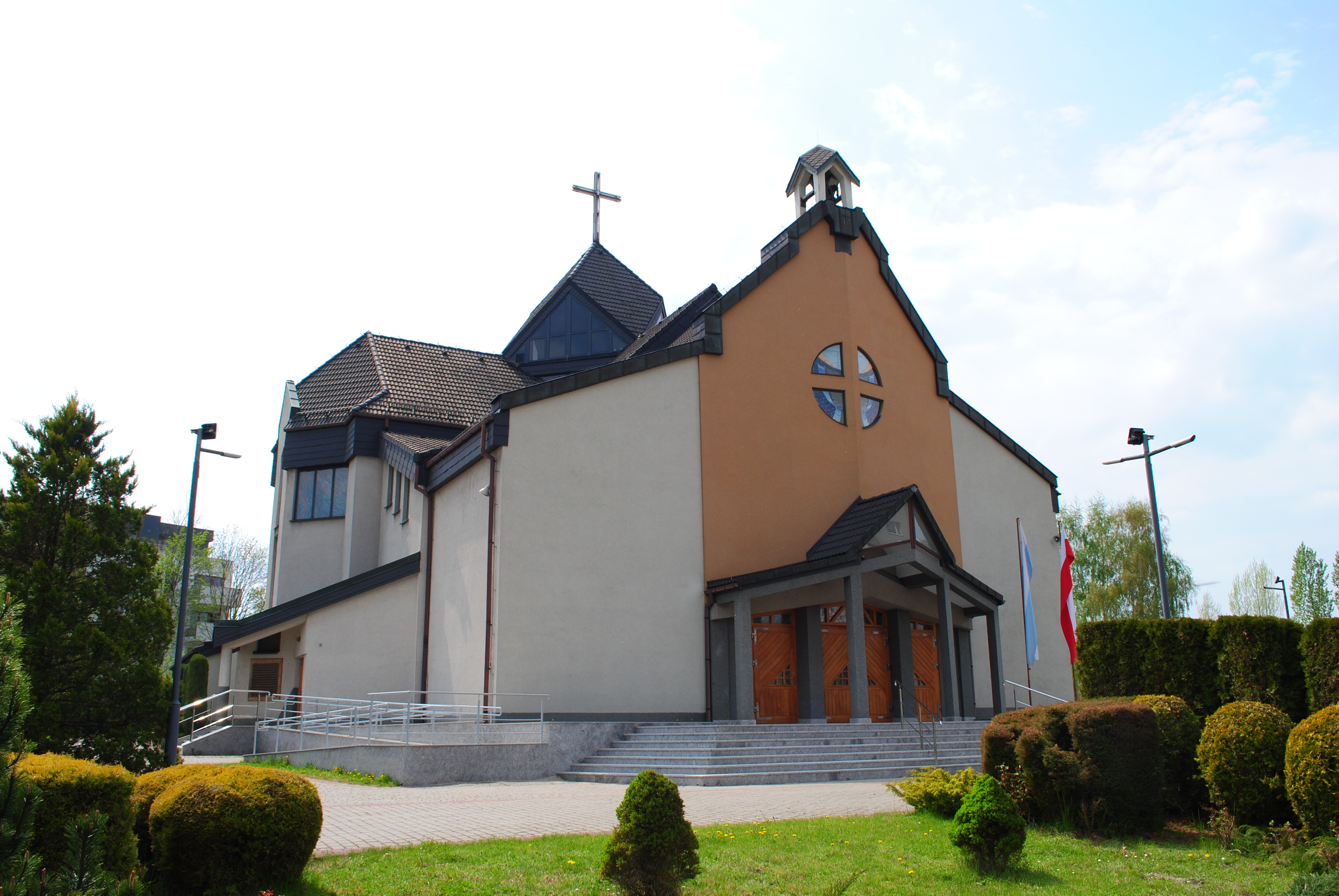
Kościół parafialny parafii Najświętszego Ciała i Krwi Chrystusa przy ul. M. Radockiego na osiedlu Odrodzenia

W 1930 roku rozpoczęto w Piotrowicach budowę nowego tymczasowego kościoła z drewna. Poświęcenie tymczasowego kościoła pw. Najświętszego Serca Pana Jezusa odbyło się 26 października 1930 roku. Kurację ustanowiono 1 maja 1931 roku, zaś parafię Najświętszego Serca Pana Jezusa ustanowiono 1 listopada 1936 roku. Do budowy właściwego kościoła jednak nie przystąpiono z powodu wybuchu II wojny światowej. W 1956 roku ponownie rozpoczęto przygotowania do budowy właściwej świątyni. Nie doszła ona jednak do skutku, gdyż nie otrzymano zezwolenia na rozbudowę kościoła. Dopiero w 1974 roku przystąpiono do budowy właściwego kościoła pw. Najświętszego Serca Pana Jezusa i św. Jana Bosko. Poświęcenia dokonał ówczesny biskup katowicki Herbert Bednorz 15 grudnia 1977 roku. Wcześniej, bo w dniu 9 lutego 1976 roku piotrowicka parafia zyskała dodatkowego patrona – św. Jana Bosko. Cmentarz parafialny parafii Najświętszego Serca Pana Jezusa o powierzchni 2,135 ha znajduje się przy ulicy Armii Krajowej.
Ze względu na rozbudowę Piotrowic i wzrastającą liczbę mieszkańców, w 1986 roku podjęto decyzję o budowie nowej świątyni na osiedlu Odrodzenia. W dniu 10 czerwca 1987 roku papież Jan Paweł II podczas pielgrzymki w Tarnowie poświęcił kamień węgielny pod budowę nowego kościoła pw. Najświętszego Ciała i Krwi Chrystusa. Budowniczym kościoła został ks. Janusz Kwapiszewski. Utworzenie parafii nastąpiło 1 stycznia 1990 roku.
W Piotrowicach w latach 1979–1986 żyła Katarzyna Szymon. W dniu 8 marca 1946 roku na jej ciele pojawiały się stygmaty i często przeżywała w ekstazie wizje Męki Pańskiej. Odwiedzali ją ludzie z całego świata.

## Sport i rekreacja
W 1918, kwietniu 1919 bądź w 1920 roku powstało w Piotrowicach i Kostuchnie gniazdo Towarzystwa Gimnastycznego „Sokół”, która należało do okręgu mikołowskiego. Prezesem gniazda został Jan Materla. Towarzystwo prowadziło ćwiczenia na świeżym powietrzu, organizowało wycieczki oraz marsze, zaś w ramach działalności oświatowej wygłaszano referaty i szkolenia w języku polskim. Zjazdy gniazd „Sokoła” organizowano w Zadolu. W latach 1922–1939 w Piotrowicach działało łącznie 13 organizacji sportowych.
Pierwsze bardziej znane boisko piłkarskie w Piotrowicach mieściło się w Gaci przy obecnej ulicy Wspólnej. Wspomina się mecze grane tam w latach 20. i 30. XX wieku. Bardziej reprezentacyjne boisko powstało w Skotnicy – zostało ono uroczyście poświęcone 21 sierpnia 1932 roku. Obecnie tereny dawnego boiska zajmują ogródki działkowe przy ulicy A. Kostki-Napierskiego. Nowe boisko w 1935 roku powstało przy Piotrowickiej Fabryce Maszyn, a zaraz po II wojnie światowej na Targowisku.
Pierwszych latach powojennych w granicach Piotrowic powołano łącznie trzy kluby sportowe:
- Klub Sportowy Fabryki Maszyn – działał w latach 1946–1947; prowadził on sekcję piłki nożnej, zaś później połączył się z „Górnikiem”[132],
- ZZK Związek Zawodowy Kolejarzy – działał w latach 1948–1962; prowadził sekcje piłki nożnej i tenisa stołowego; potem część „Kolejarza”[132],
- ZKS Okręgowej Komisji Związków Zawodowych – klub piłkarski działający w 1947 roku; potem połączony z „Kolejarzem”[132].

W okresie Polski Ludowej w latach 50. XX wieku organizowano wyścigi motocyklowe po ulicach Piotrowic, zaś co kilka lat przez dzielnicę przejeżdżał także kolarski Wyścig Pokoju. Dwóch mieszkańców Piotrowic brało udział w igrzyskach olimpijskich: Wanda Kaczmarczyk w Rzymie 1960 roku (florecistka) oraz Henryk Nielaba w Tokio w 1964 roku (szpada).
W 2007 roku w Piotrowicach działało 8 klubów sportowych.